# Liste von Brandkatastrophen
Die Liste von Brandkatastrophen umfasst eine Auswahl von katastrophalen Bränden. Nicht enthalten sind zum Beispiel nukleare Katastrophen sowie Luftfahrt- und Schifffahrtkatastrophen, die keine katastrophalen Auswirkungen auf dem Boden hatten.

## Liste bis 2000

### Antike bis 1600
| Ort                                       | Datum                     | Kategorie  | Ereignis | Todesopfer | Ausmaß |
| ----------------------------------------- | ------------------------- | ---------- | --- | ---------- | --- |
| Rom, Römisches Reich                      | 19. Juli 64 – 26. Juli 64 | Stadtbrand | Stadtbrand unter Kaiser Nero |            | Große Teile der antiken Stadt werden zerstört. |
| Bremen, D                                 | 11. Sep. 1041             | Stadtbrand | Bremer Brand | unbekannt  | Ein Großteil der Altstadt inklusive des Doms wird zerstört. |
| Wien, A                                   | 30. Apr. 1276             | Stadtbrand | Wiener Stadtbrand | unbekannt  | Die herzogliche Burg, Stadttore, Türme der Stadtmauer, die Klöster der Schotten und der Minoriten, die Pfarrkirchen St. Stephan (im Bau), St. Michael und St. Peter sowie beinahe 150 Herbergen um den Neuen Markt brannten ab oder wurden schwer beschädigt. Rund zwei Drittel der Stadt waren nach dieser Katastrophe zerstört. |
| München, D                                | 13. Feb. 1327             | Stadtbrand | Stadtbrand von München | 30         | etwa ein Drittel der Stadt zerstört, u. a. die Kirchen St. Peter und Heilig Geist und das Heilig-Geist-Spital |
| Cölln (heute: Berlin-Mitte) und Berlin, D | 1378 und 1380             | Stadtbrand | | unbekannt  | 1378 verbrannten große Teile Cöllns; die Berliner – am anderen Ufer der Spree – aber versagten hochmütig ihre Hilfe. Das hielt sie freilich nicht davon ab, die Cöllner anzubetteln, als Berlin zwei Jahre später seinerseits brannte.                                                                                            |
| Einbeck, D                                | 26. Juli 1540             | Stadtbrand | Stadtbrand von Einbeck |            | ganze Stadt, samt Stadtarchiv |
| Arnstadt, D                               | 7. Aug. 1581              | Stadtbrand | Ausgelöst beim Pichen einer Dachrinne, breitet sich das Feuer innerhalb von drei Stunden über die gesamte Stadt aus, da ein Großteil der Einwohner auf den Äckern mit der Ernte beschäftigt ist. |            | 378 Wohnhäuser, das Rathaus, die Bonifatiuskirche, Schulen, Predigerhäuser und die Apotheke fallen den Flammen zum Opfer. Einzig die Liebfrauenkirche und das Armenviertel blieben verschont. |

### 17. Jahrhundert
| Ort                         | Datum            | Kategorie                 | Ereignis                                                                 | Todesopfer                                                                                               | Ausmaß |
| --------------------------- | ---------------- | ------------------------- | ------------------------------------------------------------------------ | --- | --- |
| Magdeburg, D                | 20. Mai 1631     | Verwüstung und Stadtbrand | Magdeburger Bluthochzeit im Dreißigjährigen Krieg („Schwedischer Krieg“) | Dem Massaker fielen rund 20.000 Menschen zum Opfer. Die Anzahl der durch Brände Getöteten ist unbekannt. | Neben sechs Kirchen wurden 1.500 Häuser zerstört. Nur der Dom und das Kloster, sowie Hafengebiete überstanden den Brand. Die Einwohnerzahl sank von 35.000 (1631) auf 450 (1639). – Einst eine der reichsten Städte Deutschlands, wurde Magdeburg nahezu ausgelöscht. |
| Aachen, D                   | 2. Mai 1656      | Stadtbrand                | Stadtbrand von Aachen                                                    | 17 | 4.664 Häuser zerstört |
| London, Großbritannien      | 2.–5. Sept. 1666 | Stadtbrand                | Großer Brand von London                                                  | 9 | 13.000 Häuser und 87 Kirchen zerstört |
| Oldenburg (Oldb), D         | 27. Juli 1676    | Stadtbrand                | Oldenburger Stadtbrand                                                   | | Ein Gewitter setzt die Stadt in Brand und zerstört nahezu die komplette mittelalterliche Bebauung. Nur wenige Bauten (Lappan, Degodehaus) bleiben stehen. |
| Hardegsen, Niedersachsen, D | 24. Dez. 1678    | Stadtbrand                | Brand, ausgebrochen während der Weihnachtsmesse                          | [ 5 ] | Ein Großteil des Stadtkerns fällt einer Feuersbrunst zum Opfer. Personen kommen, da sie sich zum Zeitpunkt des Brandausbruchs in der Kirche befinden, nicht zu Schaden.                                                                                               |

### 18. Jahrhundert
| Ort                                           | Datum         | Kategorie  | Ereignis                                          | Todesopfer  | Ausmaß                                                                     |
| --------------------------------------------- | ------------- | ---------- | ------------------------------------------------- | ----------- | -------------------------------------------------------------------------- |
| Bruneck, Österreich, heute: Südtirol, Italien | 11. Apr. 1723 | Stadtbrand | Stadtbrand von Bruneck                            | unbekannt   | Großteil der Stadt                                                         |
| Reutlingen, D                                 | 23. Sep. 1726 | Stadtbrand | Stadtbrand von Reutlingen                         | eine Person | Großteil der Stadt (schätzungsweise 75-80 %, etwa 800 Häuser zerstört)     |
| Schleitheim, Schweiz                          | 13. Sep. 1747 | Dorfbrand  | Schleitheimer Dorfbrand                           | keine       | 85 Häuser, darunter 42 Wohnhäuser, 36 Scheunen und die gedeckte Bachbrücke |
| New York, USA                                 | 21. Sep. 1776 | Stadtbrand | Großer Brand von New York                         | 500         | 400 bis 1000 Häuser zerstört                                               |
| Tullamore, County Offaly, Irland              | 10. Mai 1785  | Stadtbrand | Ausgelöst durch einen abgestürzten Heißluftballon | unbekannt   | Mehr als 130 Häuser zerstört                                               |
| La Chaux-de-Fonds, Kanton Neuenburg, Schweiz  | 4. Mai 1794   |            | Feuersbrunst in der Nacht 4./5. Mai 1794          | ?           | 172 Familien obdachlos                                                     |

### 19. Jahrhundert
| Ort                                                  | Datum                          | Kategorie                                                                                            | Ereignis | Todesopfer                                | Ausmaß |
| ---------------------------------------------------- | ------------------------------ | --- | --- | ----------------------------------------- | --- |
| Melk, Österreich                                     | 14. Dez. 1805                  | Gebäudebrand                                                                                         | Brand im Stift Melk                                                                                           | 200–300                                   | Russische Kriegsgefangene; nach dem französischen Sieg in der Schlacht bei Austerlitz                                                       |
| Saalfelden am Steinernen Meer, Land Salzburg, A      | 1811                           | Marktgemeinde brennt binnen 4 Stunden ab                                                             | |                                           | 107 Häuser, 1 Kirche, über 800 obdachlos |
| Podil/Kiew, Russisches Reich, heute: Ukraine         | 9.–11. Juni 1811               | Stadtbrand                                                                                           | Großbrand von Podil                                                                                           | 30 (etwa)                                 | Über 2000 Häuser, 12 Kirchen, 3 Klöster |
| Moskau, Russland                                     | 14. Sep. 1812 – 18. Sept. 1812 | Stadtbrand                                                                                           | Brand von Moskau (1812), von mehreren Brandherden ausgehend, Brandstiftung?                                   | 2000 (vorher verwundete) Soldaten starben | Tausende (2/3 der) Wohnhäuser zerstört |
| Tirschenreuth, D                                     | 30. Juli 1814                  | Stadtbrand                                                                                           | Stadtbrand von Tirschenreuth                                                                                  |                                           | Bis auf vier Gebäude wurde die gesamte Stadt zerstört. Insgesamt 907 Gebäude abgebrannt                                                     |
| Turku, Finnland                                      | 26. Mai 1822                   | Stadtbrand                                                                                           | Großer Brand von Turku                                                                                        | 27                                        | 11.000 Menschen obdachlos, 2/3 der Stadt abgebrannt (siehe Bild), nationale Archive zerstört                                                |
| Grue, Norwegen                                       | 4. Sep. 1827                   | Kirchenbrand                                                                                         | Brand der Kirche von Grue                                                                                     | 113 (mindestens)                          | Kirche total zerstört |
| Reichenhall, D                                       | 8.–9. Nov. 1834                | Stadtbrand                                                                                           | Stadtbrand von Reichenhall                                                                                    | 11–13                                     | Nur 24 von 302 Häusern der Stadt blieben verschont, die Saline wurde zerstört und etwa 2500 Menschen obdachlos.                             |
| Hamburg, D                                           | 5.–8. Mai 1842                 | Stadtbrand                                                                                           | Der große Brand von Hamburg                                                                                   | 51                                        | Mehr als ein Viertel der Stadtfläche verwüstet                                                                                              |
| Bischofsmais, D                                      | 9. August 1846                 | Dorfbrand                                                                                            | Katastrophe mit Großbrand des Ortes                                                                           |                                           | Dorf mitsamt Pfarrkirche bis auf zwei Häuser und den Pfarrhof komplett zerstört                                                             |
| Hauenstein-Scheiteltunnel, Schweiz                   | 28. Mai 1857                   | Tunnelbrand                                                                                          | Brand im Hauenstein-Scheiteltunnel                                                                            | 63                                        | Während des Baus des Hauenstein-Scheiteltunnels gerieten mit Ruß überzogene Stützbalken in Brand.                                           |
| Glarus, Schweiz                                      | 10.–11. Mai 1861               | Stadtbrand                                                                                           | Brand von Glarus                                                                                              | 10–12                                     | Zwei Drittel des Kantonshauptortes Glarus wurden zerstört, die Hälfte (47 %) der Einwohner wurde obdachlos.                                 |
| Oberhofen am Thunersee, Schweiz                      | 26. Juni 1864                  | Stadtbrand                                                                                           | Dorfbrand Oberhofen am Thunersee                                                                              | 1                                         | 73 Gebäude wurden zerstört, darunter 35 Wohnhäuser, 105 Familien mit 414 Personen wurden obdachlos                                          |
| Auerbach in der Oberpfalz, D                         | 27. Juni 1868                  | Stadtbrand                                                                                           | Größter Brand der Stadtgeschichte, vermutete Ursache Brandstiftung                                            | 4 Tote, davon 3 Feuerwehrleute            | Zerstörung von 107 Wohnhäusern und 146 Nebengebäuden                                                                                        |
| Dresden                                              | 21.09.1869                     | Semperoper                                                                                           | Kleben von Gummischläuchen der Gasbeleuchtung                                                                 | 0                                         | Völlige Zerstörung der Semperoper |
| Chicago, Illinois, USA                               | 8.–10. Okt. 1871               | Stadtbrand                                                                                           | Großer Brand von Chicago                                                                                      | 200–300                                   | 17.000 Gebäude zerstört |
| Peshtigo, Wisconsin, USA                             | 8. Okt. 1871                   | v. a. Waldbrand, auch Stadtbrand                                                                     | Feuersturm von Peshtigo, durch starken Wind angefachter Feuersturm über mindestens 4850 km², 12 Orte zerstört | 1200–2500                                 | Höchste Opferzahl bei einem Feuer und bei einer Naturkatastrophe in den USA                                                                 |
| Nizza, Frankreich                                    | 23. März 1881                  | Gebäudebrand nach Gasexplosion                                                                       | Opéra de Nice / Théâtre Royal de Nice                                                                         | 63                                        | |
| Thumb, Michigan, USA                                 | 5. Sep. 1881                   | | | 282                                       | Betroffene Ortschaften waren Sanilac, Lapeer, Tuscola und Huron.                                                                            |
| Wien, Österreich                                     | 8.–9. Dez. 1881                | Gebäudebrand nach Gasexplosion                                                                       | Ringtheaterbrand                                                                                              | 384 (offiziell; vermutlich bis zu 500)    | Nur etwa 250 Opfer identifiziert; die „Neue Freie Presse“ meldet am 12. Dezember 1881 „142 als todt agnoscirte und 843 vermisste Personen“. |
| Berditscheff, Russisches Kaiserreich, heute: Ukraine | 13. Jan. 1883                  | Brand eines Zirkuszelts                                                                              | Zirkusbrand von Berditscheff                                                                                  | 300 (geschätzt, darunter 60 Kinder)       | Ursache: „Das Feuer ist durch Leichtsinn entstanden, indem ein Pferdewärter im Stalle Zigaretten rauchte.“                                  |
| Hinckley, Minnesota, USA                             | 1. Sep. 1894                   | | | 418                                       | Waldbrand im Pinienwald |
| Paris, F                                             | 4. Mai 1897                    | Brand einer hölzernen Verkaufsbaracke nach Entzündung eines mit Kalklicht betriebenen Filmprojektors | Brand des Bazar de la Charité                                                                                 | 129                                       | Unter den meist prominenten Opfern war auch Sophie in Bayern, die jüngere Schwester von Elisabeth von Österreich-Ungarn.                    |
| Braunschweig, D                                      | 17. Mai 1899                   | Kaufhausbrand                                                                                        | Brand des Warenhauses Karstadt                                                                                | 7                                         | Aufkommen umfassender Brandschutzverordnungen für große Verkaufsstätten erst in Braunschweig, dann im gesamten Deutschen Reich              |

### 20. Jahrhundert
| Ort                                                                  | Datum                          | Kategorie                                                 | Ereignis | Todesopfer | Ausmaß |
| -------------------------------------------------------------------- | ------------------------------ | --------------------------------------------------------- | --- | --- | --- |
| Chicago, Illinois, USA                                               | 30. Dez. 1903                  | Gebäudebrand                                              | Brand im Iroquois Theater | 602 Tote, 250 Verletzte | Bis heute schwerste Brandkatastrophe der US-Geschichte |
| Ålesund, Norwegen                                                    | 23. Jan. 1904                  | Stadtbrand                                                | Ausgelöst durch eine umgekippte Petroleumlampe brannte fast die komplette Innenstadt ab. Der Brand währte 16 Stunden, erstaunlicherweise gab es nur ein Todesopfer. | 1 | Rund 850 Häuser wurden zerstört, über 10.000 Einwohner wurden obdachlos. Innerhalb von drei Jahren entsteht die Stadt mit deutscher Hilfe im Jugendstil neu. |
| East River, New York, NY, USA                                        | 15. Juni 1904                  | Schiffsbrand                                              | Der Brand brach im Laderaum des Schaufelraddampfers General Slocum aus. Die Rettungsmittel waren in einem schlechten Zustand. | mindestens 1021 | Die Todesopfer waren überwiegend Deutschamerikaner. Das Unglück führte zum Zerfall des Stadtviertels Kleindeutschland. |
| San Francisco, CA, USA                                               | Apr. 1906                      | Stadtbrand (viele Holzhäuser)                             | Nach einem Erdbeben verwüsteten außer Kontrolle geratene Feuer das Stadtgebiet. | mindestens 700 | Viele Tote, auch weil Plünderer ohne Vorwarnung erschossen wurden. |
| Sysran, Oblast Samara, Russland                                      | Juli 1906                      | Stadtbrand (viele Holzhäuser)                             | Über 5000 Häuser verbrannten. | über 1000 | Über 30.000 verloren ihre Wohnung. |
| Collinwood, OH, USA                                                  | 4. März 1908                   | Gebäudebrand                                              | Das Feuer in der Lake View School brach in den dortigen Kellerräumen aus. Begünstigt durch architektonische Brandschutzmängel stand nur ein schmaler Fluchtweg zur Verfügung, während sich die Flammen schnell ausbreiteten. | 175 | Etwa die Hälfte der Schüler kam bei dem Unglück ums Leben. Zudem starben zwei Lehrerinnen und ein Helfer. |
| Cloquet, Minnesota, USA                                              | Okt. 1918                      | Waldbrand                                                 | | 453 | Etwa 1.000 km² Fläche verbrannt. |
| New York City, NY, USA                                               | 25. März 1911                  | Fabrikbrand                                               | Brand der Triangle Shirtwaist Factory, ausgelöst vermutlich durch einen Zigarettenstummel, der auf Stoffreste fiel. Die Opfer waren überwiegend minderjährige Näherinnen, von denen viele aus den Fenstern gesprungen waren. | 146 | |
| Plauen, D                                                            | 19. Juli 1918                  | Fabrikbrand                                               | Brand der Kartuschieranstalt der AEG, ungeklärter Feuerausbruch in der Kartuschensäckchenabfüllung einer Munitionsfabrik, der sich rasch im Gebäude ausbreitet. | 292–301 | Von den 484 Beschäftigten, fast durchwegs Frauen, starben 163 in den Flammen. Ein Großteil der 177 Geretteten erlag später seinen schweren Verletzungen. Das zehn Jahre alte Eisenbetongebäude erlitt nur unwesentliche Schäden. (Erster Weltkrieg) |
| Wöllersdorf, Niederösterreich, A                                     | 18. Sep. 1918                  | Fabrikbrand                                               | Im Objekt 143 der k.u.k. Munitionsfabrik Wöllersdorf entzündete sich Pulver, mit dem Granaten befüllt wurden. Dies führte zu einem katastrophalen Brand, dem fast alle etwa 500 Arbeiterinnen zum Opfer fielen. | 423 oder mehr | Es war knapp vor Mittag, die seitlichen Gittertore waren versperrt, damit die Arbeiterinnen nicht zu früh Pause machen. Fast alle im Objekt Tätigen, einschließlich des militärischen Aufsichtspersonals, fielen dem Brand zum Opfer. Eine Untersuchung ist nicht bekannt. (Erster Weltkrieg) |
| Oppau, damals Deutsches Reich                                        | 21. Sep. 1921                  | Stickstoffwerk                                            | Explosion eines Silos mit Ammoniumnitrat | 200 | Sprengung in einem Silo mit Ammoniumnitrat |
| Nähe Kingston upon Hull, Vereinigtes Königreich                      | 23. Aug. 1921                  | Luftschiffbrand                                           | Gerippebruch des Starrluftschiffs R38 und daraus resultierender Brand | 44 | Die Katastrophe beendete die britische Militärluftschifffahrt. |
| Tokio und Yokohama, Japan                                            | 1. Sep. 1923 – 3. Sep. 1923    | Stadtbrand                                                | Durch das Große Kantō-Erdbeben ausgelöster Stadtbrand. | 142.800 (inkl. Erdbebenopfer) | Großflächige Zerstörung von Tokio und Yokohama |
| Nähe Pantelleria, Italien                                            | 21. Dez. 1923                  | Luftschiffbrand                                           | Luftschiff LZ 114 „Dixmude“ von Blitz getroffen und ausgebrannt | 50 | Die Katastrophe war die zweitschwerste der Luftschifffahrt. |
| Wien, Österreich                                                     | 15. Juli 1927                  | Brand im Zuge einer Revolte                               | Justizpalastbrand | ( – ) | Die „Julirevolte“ in Wien fordert 89 Todesopfer, viele wurden erschossen. |
| Nähe Beauvais, Frankreich                                            | 5. Okt. 1930                   | Luftschiffbrand                                           | Luftschiff R101 verbrennt nach Bodenkontakt | 48 | Die schwerste Katastrophe der zivilen Luftschifffahrt bedeutete das Ende der britischen Starrluftschiffe. |
| Neunkirchen, damals Deutsches Reich                                  | 10. Feb. 1933                  | Gasometer                                                 | Explosion eines Gasometers | mindestens 55 | Schweißarbeiten an einem Umgehungsrohr, in welches Gas eingedrungen ist |
| Kargow                                                               | 7. Juli 1934 – 24. Juli 1934   | Waldbrand                                                 | 1500 Hektar Wald, 8 km langes Gebiet, im Nationalpark, südöstlich Kargow, nach dem 2. Weltkrieg Panzerschießplatz der Roten Armee, nun munitionsbelastet. | | Unachtsamer Schäfer klopft Tabakpfeife aus |
| Kurscha-2, Sowjetunion                                               | 3. Aug. 1936                   | Waldbrand                                                 | Ein Zug, der zur Evakuierung der Bevölkerung der Arbeitersiedlung beordert worden war, wurde vom Brand eingeschlossen, nachdem der Zugleiter durch das Aufladen von Holz wichtige Zeit verstreichen ließ. Etwa 1.200 Einwohner des Ortes kamen um, nur 20 überlebten.                                                                            | etwa 1.200 | Opferreichstes überliefertes Waldbrandunglück aller Zeiten in Europa, zweitschwerstes weltweit |
| Crystal Place, London, Vereinigtes Königreich                        | 30. Nov. 1936                  | Gebäudebrand                                              | Brand des Crystal Palace | keine Toten oder Schwerverletzten                                                                                                   | Keine Personenschäden, aber das Gebäude wurde vollständig zerstört. |
| Gernika, Baskenland, Spanien                                         | 26. Apr. 1937                  | Luftangriff auf Guernica                                  | deutsche und italienische Militärflieger bombardieren den Ort | 200+ | ein Brand zerstört große Teile des Orts |
| Lakehurst, New Jersey, USA                                           | 6. Mai 1937                    | Luftschiffbrand                                           | Luftschiff LZ 129 „Hindenburg“ verbrennt bei der Landung | 36 | Die Hindenburg-Katastrophe leitete das Ende der deutschen Zeppeline ein. |
| Natchez, Mississippi, USA                                            | 23. Apr. 1940                  | Nachtclubbrand                                            | Brand im Nachtclub Rhythm Club | 209 Tote, über 200 Verletzte | Zum Zeitpunkt des Brandes der zweitschwerste Häuserbrand in der Geschichte der USA (nach Anzahl der Opfer) |
| Coventry, Vereinigtes Königreich                                     | 14. Nov. 1940                  | Luftangriff                                               | „Operation Mondscheinsonate“ | mindestens 568 Tote, etwa 1000 Verletzte                                                                                            | Fast die gesamte Innenstadt, 4000 Wohnungen und dreiviertel der Industrieanlagen zerstört. Der schwerste deutsche Luftangriff des Zweiten Weltkriegs |
| Boston, Massachusetts, USA                                           | 28. Nov. 1942                  | Nachtclubbrand                                            | Brand im Nachtclub Cocoanut Grove | 492 Tote, hunderte Verletzte | Zweitschwerstes Feuer in der Geschichte der USA nach dem Brand im Iroquois Theater 1903 |
| Hamburg, D, damals Deutsches Reich                                   | Juli 1943                      | Luftangriff                                               | Operation Gomorrha | 34.000 | Zerstörung der Innenstadt |
| Haldenstein, Schweiz                                                 | 20. Aug. 1943                  | Waldbrand                                                 | Waldbrand am Calanda Nähe Chur | keine Toten oder Schwerverletzten                                                                                                   | Schießübungen einer Rekrutenschule für schwere Infanteriewaffen der Schweizer Armee führten an den bewaldeten Hängen des Calanda in der Nähe von Chur zum mutmaßlich größten Waldbrand in der Schweizer Geschichte. Rund 477 Hektaren Wald fielen dem Feuer zum Opfer. |
| Kassel, D, damals Deutsches Reich                                    | 22. Okt. 1943                  | Luftangriff                                               | Luftangriff auf Kassel | 7000 (geschätzt) | Zerstörung der Innenstadt |
| Schaffhausen, Schweiz                                                | 1. Apr. 1944                   | Luftangriff                                               | Irrtümliche Bombardierung Schaffhausens durch die United States Army Air Forces | 40 Tote, 271 Verletzte | Folgenschwerster Angriff auf die Schweiz während des Zweiten Weltkriegs. 471 Personen verloren durch Bomben und Großfeuer ihr Heim, 1000 Arbeitsplätze wurden zerstört. |
| Hartford, Connecticut, USA                                           | 6. Juli 1944                   | Brand eines Zirkuszelts                                   | Zirkusbrand von Hartford | 167–169 (Quellen widersprüchlich) Tote, mindestens 700 Verletzte                                                                    | Brand des Hauptzelts des Ringling Bros. and Barnum & Bailey Circus während einer Vorstellung. Die Ursache konnte nie ermittelt werden. |
| Darmstadt, D, damals Deutsches Reich                                 | 11. Sep. 1944 – 12. Sept. 1944 | Luftangriff                                               | Luftangriff auf Darmstadt | 11.500 | 99 Prozent der Alt- und Innenstadt sowie insgesamt 78 Prozent der Bausubstanz Darmstadts zerstört, 66.000 Menschen obdachlos |
| Braunschweig, D                                                      | 15. Okt. 1944                  | Luftangriff                                               | Bombenangriff auf Braunschweig | >1000 Tote, 1258 Verletzte | 3-tägiger Stadtbrand durch die No. 5 Bomber Group der Royal Air Force (RAF), schwerster alliierter Bombenangriff, ca. 90 % der mittelalterlich geprägten Innenstadt werden zerstört |
| Magdeburg, D, damals Deutsches Reich                                 | 16. Jan. 1945                  | Luftangriff                                               | Luftangriff auf Magdeburg | 5.000–6.000 | 80%ige Zerstörung der Stadt |
| Pforzheim, D, damals Deutsches Reich                                 | Feb. 1945                      | Luftangriff                                               | Luftangriff auf Pforzheim | 17.000 | 80%ige Zerstörung der Stadt |
| Dresden, D, damals Deutsches Reich                                   | Feb. 1945                      | Luftangriff                                               | Luftangriffe auf Dresden | 18.000–25.000 | Zerstörung der Innenstadt |
| Würzburg, D, damals Deutsches Reich                                  | 16. März 1945                  | Luftangriff                                               | Bombenangriff auf Würzburg am 16. März 1945 | 5.000–7.000 | Zerstörung der Altstadt |
| Hanau, D, damals Deutsches Reich                                     | 19. März 1945                  | Luftangriff                                               | Luftangriff auf Hanau am 19. März 1945 | 2.000 | Zerstörung der Innenstadt |
| Hildesheim, D, damals Deutsches Reich                                | 22. März 1945                  | Luftangriff                                               | Luftangriff auf Hildesheim am 22. März 1945 | 824 | Zerstörung der Altstadt und des Domes |
| Tokio, Japan                                                         | März 1945                      | Luftangriff                                               | Luftangriffe auf Tokio | 83.793–100.000 | Zerstörung von 41 km² Stadtgebiet (Zweiter Weltkrieg) |
| Berlin, britischer Besatzungssektor, D                               | 8. Feb. 1947                   | zweistöckiges Gastlokal brennt                            | Karlslust-Tanzhallenbrand, Maskenfest in Restaurant Loebel | 81 Tote, 150 Verletzte | Ofenrohre entzünden die Holzdecke, viele werden zu Tode getrampelt, sterben durch den Einsturz |
| Ludwigshafen, D                                                      | 28. Juli 1948                  | Kesselwagen mit Dimethylether                             | Kesselwagenexplosion in der BASF | 200 Tote | Kesselwagen mit Dimethylether ist bei über 30 °C explodiert |
| Schmiedeberg, D                                                      | 17. Juli 1957                  | Gießerei                                                  | Brand in der Tempergießerei | 8 Verletzte | Brand in der Tempergießerei |
| Zwickau, D, damals DDR                                               | 22. Feb. 1960                  | Bergwerk                                                  | Grubenunglück von Zwickau 1960 | 123 Tote | unsachgemäße Sprengung |
| Niterói, Brasilien                                                   | 17. Dez. 1961                  | Brand eines Zirkuszelts                                   | Zirkusbrand von Niterói | bis 500 | offizielle Brandursache ist Brandstiftung |
| Brüssel, Belgien                                                     | 22. Mai 1967                   | Kaufhausbrand                                             | Brand des Kaufhauses À l'innovation | 323 | Brand brach während einer Ausstellung US-amerikanischer Konsumgüter aus. Über politisch motivierte Brandstiftung wurde spekuliert. Letztlich Brandursache unbekannt. |
| Langenweddingen, Sachsen-Anhalt, D, damals DDR                       | 6. Juli 1967                   | Straßenverkehrsunfall, Eisenbahnunfall, Gefahrgutunfall   | Zugunglück von Langenweddingen | 94 offiziell, darunter 44 Kinder | nach Zusammenstoß eines Tanklastwagens mit einem Zug |
| Bitterfeld, D, damals DDR                                            | 11. Juli 1968                  | PVC-Werk                                                  | Chemieunfall in Bitterfeld | 42 | Wegen einer defekten Dichtung muss ein Reaktor zur Polymerisation von Vinylchlorid abgelassen werden, welches sich an Luft explosionsartig entzündet |
| Cottbus, D, damals DDR                                               | 19. Dez. 1968                  | RAW                                                       | Brand eines Kesselwagens mit Benzol | 2 Tote | Ausgelöst durch unsachgemäß ausgeführte Schneid- und Schweißarbeiten |
| Saint-Laurent-du-Pont, F                                             | 11. Jan. 1970                  | Gebäudebrand                                              | Bei einem Brand in der Diskothek Club 5-7 in Saint-Laurent-du-Pont im Osten Frankreichs kommen 146 überwiegend junge Menschen ums Leben | 146 Tote | Bei einem Brand in einer Diskothek Club 5-7 in Saint-Laurent-du-Pont im Osten Frankreichs kommen 146 überwiegend junge Menschen ums Leben |
| München, D                                                           | 13. Feb. 1970                  | Gebäudebrand, Brandanschlag                               | Brandanschlag auf das Altenheim der Israelitischen Kultusgemeinde in München | 7 Tote, 15 Verletzte | Die Verursacher des Anschlags konnten nie ermittelt werden. Mehrere Hinweise und auch Vermutungen der Bundesanwaltschaft, dass eine linksradikale Gruppe die Tat beging, konnten nicht erhärtet werden. |
| Erkner                                                               | 7. Apr. 1970                   | Industriebrand                                            | Brand im Naphtalinwerk Erkner | 10 Verletzte | Kurzschluss, 70 Tonnen Naphtalin |
| Magdeburg-Rothensee, D, damals DDR                                   | 13. Juni 1970                  | Minol-Tanklager                                           | Brand eines Tanks mit 2000 Kubikmeter Benzin | | Leuchtraketen von der gegenüberliegenden durch die sowjetischen Streitkräfte genutzten Herren-Krug Kaserne |
| Zürich, Schweiz                                                      | 6. März 1971                   | Klinikbrand                                               | Brandkatastrophe in der Psychiatrischen Universitätsklinik Burghölzli, Zürich | 28 Tote, 15 Verletzte | Verschlossene Türen und vergitterte Fenster machten eine rechtzeitige Rettung der Patienten durch die Feuerwehr unmöglich. |
| Pernitz, Niederösterreich, A                                         | 17. Dez. 1971                  | Industriebrand                                            | Brand in der Papierfabrik der SCA Ortmann, damals zum Bunzl-&-Biach-Konzern gehörend | 5 | Opfer waren Feuerwehrmänner |
| Rhodos, Griechenland                                                 | 23. Sep. 1972                  | Hotelbrand                                                | Brand in einem Hotel | 33 | In einem Hotel entzündet sich Plastikdekoration und schließt Gaste in den oberen Stockwerken ohne Fluchtmöglichkeiten ein. |
| Dahlen, D, damals DDR                                                | 21. März 1973                  | Schloss                                                   | Schloss Dahlen | 0 | Defekter Kanonenofen |
| Bucht von Douglas, Isle of Man                                       | 2. Aug. 1973                   | Freizeitkomplex Summerland                                | Brand im Freizeitzentrum Summerland | 50 Tote, 80 – zum Teil schwer – Verletzte                                                                                           | Jugendlicher rauchte heimlich Zigaretten in Plastik-Kassenhäuschen der Minigolfanlage |
| São Paulo, Brasilien                                                 | 1. Feb. 1974                   | Gebäudebrand                                              | Brand des Joelma-Hochhauses | 188 | Brandausbruch im 12. Stock, auf Grund ungenügender Brandschutzmaßnahmen brannte das Gebäude nahezu vollständig aus |
| Litvínov, Tschechien, damals Tschechoslowakei                        | 19. Juli 1974                  | Äthanolanlage                                             | Brand nach Explosion in der Äthanolanlage Litvinov | 17 Tote | Defekte Rohrleitung |
| Prag, Tschechien. damals Tschechoslowakei                            | 14. Aug. 1974                  | Messepalst                                                | Brand im Messepalast Prag-Holesovice | 0 Tote | Defekte Stromleitung und ungenügende Brandschutzmaßnahmen |
| Lüneburger Heide, D                                                  | Aug. 1975                      | Waldbrand                                                 | Brand in der Lüneburger Heide | 5 | 7418 Hektar Wald vernichtet |
| Dresden, D, damals DDR                                               | 26. Apr. 1978                  | Theaterbrand                                              | Theater der Jungen Generation | 0 | defekter Scheinwerfer |
| Teneriffa, Kanaren, Spanien                                          | 27. März 1977                  | Flugzeugunglück                                           | Flugzeugkatastrophe von Teneriffa | 583 Tote, 61 Verletzte | Zusammenstoß und Brand zweier Jumbo-Jets; bis heute schwerstes ziviles Flugzeugunglück ohne terroristische Einwirkung. |
| Dresden, D, damals DDR                                               | 30. Mai 1977                   | Dachstuhlbrand                                            | Brand Dachstuhl eines Wohnhauses | 0 | defekter Schornstein |
| Dannenwalde, Bezirk Potsdam, D, damals DDR                           | 14. Aug. 1977                  | Blitzeinschlag in einen Stapel 122-mm-Katjuscha-Raketen   | Der Blitz entzündete bei der Raketenkatastrophe von Dannenwalde einige der Raketen, weitere Munition geriet in Brand. | 70 tote russische Soldaten (ca.) | Vermutlich mindestens 1000 Raketen starteten. Raketeneinschläge in allen Dörfern in 20 km Umkreis, ein in der Nähe abgestellter Munitionszug konnte noch wegrangiert werden. |
| Oschatz, D, damals DDR                                               | 31. Dez. 1977                  | Fabrik für Feueranzünder                                  | Brand in der Fabrik für Feueranzünder | | Ausgelöst durch Silvesterrakete |
| Sayda, D, damals DDR                                                 | 4. Juli 1978                   | Verdichterstation für Erdgas                              | Austretendes Gas entzündet sich | 2 Tote | Austretendes Gas entzündet sich in einer Erdgasverdichterstation |
| Los Alfaques, Katalonien, Spanien                                    | 11. Juli 1978                  | Straßenverkehrsunfall                                     | Ein Flüssiggas-Tankwagen läuft aus, das Gas entzündet sich. | 217 Tote, 300 Verletzte | nahegelegener Campingplatz wurde zerstört |
| Abadan, Iran                                                         | 19. Aug. 1978                  | Brandanschlag                                             | Brandanschlag auf das Cinema Rex in Abadan im Iran | 430 | |
| Riesa, D, damals DDR                                                 | 5. Feb. 1979                   | Industriebrand                                            | Brand in der Extraktionsanlage einer Ölmühle | 11 | Leckagen und Verunreinigungen in der Extraktionsanlage |
| Wien, Österreich                                                     | 7. Feb. 1979                   | Kaufhausbrand                                             | Kaufhaus Gerngross | | Neben den acht Bereitschaften der Berufsfeuerwehr sind 50 Fahrzeuge der umliegenden Freiwilligen Feuerwehren der umliegenden Bezirke in Einsatz. Der Bau kann nicht gerettet werden. Ursache: Schweißarbeiten an einer Rolltreppe |
| Wien, Österreich                                                     | 28. Sep. 1979                  | Hotelbrand                                                | Hotel Augarten | 25 | |
| Dresden, D, damals DDR                                               | 5. Juni 1980                   | Gebäudebrand                                              | Hochhaus | 12 verletzte | Brand der Balkonverkleidung |
| Las Vegas, Nevada, USA                                               | 21. Nov. 1980                  | Hotelbrand                                                | MGM Grand Hotel and Casino | 85 Tote, über 700 Verletzte | Dieses Feuer ist bis heute die größte Brandkatastrophe des Bundesstaates Nevada |
| Dresden, D, damals DDR                                               | 12. Aug. 1981                  | Gebäudebrand                                              | Brand in Hochhaus | 14 Verletzte | Brand nach Kurzschluss in einem Elt-Verteiler |
| Schwarze Pumpe, heute in Spremberg, D, damals DDR                    | 22. Feb. 1982                  | Gasreinigung                                              | Brand in Gasreinigungskolonne | 2 | Entwicklung von Sauerstoff in Gasreinigungskolonne |
| Leipzig, D, damals DDR                                               | 5. Apr. 1982                   | Gebäudebrand                                              | Brand im Centrum-Warenhaus | 0 | Kurzschluss |
| Bad Reichenhall, Deutschland                                         | 22. Nov. 1982                  | Straßenverkehrsunfall                                     | Brand Tankwagen | 1 | Nach einem Verkehrsunfall eines mit 34.000 Litern Benzin beladenen Tankwagens entzündete sich die Ladung. Der Tankwagenführer verbrannte in seinem Führerhaus, die 7 Anwohner aus dem Haus auf der gegenüberliegenden Straßenseite wurden z. T. schwer verletzt. |
| Turin, Italien                                                       | 13. Feb. 1983                  | Kinobrand                                                 | Brand im Cinema Statuto | 64 Tote | Schwerste Brandkatastrophe in Turin nach dem Zweiten Weltkrieg. Wegen verschlossener Notausgänge gelang vielen Zuschauern nicht mehr die Flucht ins Freie. |
| Großhennersdorf, Sachsen, Deutschland, damals DDR                    | 15. Nov. 1983                  | Gebäudebrand                                              | Brand im Behindertenheim Katharinenhof | 20 Tote | In einem überbelegten kirchlichen Behindertenheim war es zu einem Brand gekommen, bei dem 20 geistig behinderte Insassen ums Leben kamen. |
| Dresden, D, damals DDR                                               | 7. Mai 1984                    | Werkhalle                                                 | IFA-Karosseriewerk | 0 | defekter elektrischer Heizlüfter |
| Bradford, Nordengland, UK                                            | 11. Mai 1985                   | Brand im Stadion                                          | Bei einem Fußballspiel gerät die alte Holztribüne des Bradforder Stadions in Brand. | 56 Tote, 265 Verletzte | |
| Dresden, D, damals DDR                                               | 20. Feb. 1985                  | Brand im Kino                                             | Filmbühne Wölfnitz | 2 Verletzte | Defekter Schornstein |
| Erfurt, D, damals DDR                                                | 27. Juni 1985                  | Gebäudebrand                                              | Brand im Centrum-Warenhaus | 0 | Kurzschluss |
| Dresden, D, damals DDR                                               | 14. März 1986                  | Gebäudebrand                                              | Dachstuhlbrand 3 Gebäude | 1 | Asche im Plastikeimer |
| Leipzig, D, damals DDR                                               | 26. Juni 1986                  | Wollkämmerei                                              | Im Keller gelagertes Wolpryla (Polyacrylnitril) setzte Zyanwasserstoff frei. | 2 Tote | Brandstiftung durch einen Mitarbeiter |
| Basel / Schweizerhalle bei Sandoz, CH                                | 1. Nov. 1986                   | Industriebrand                                            | Der Großbrand und Kontamination des Rheins durch Löschwasser | | großes Fischsterben |
| Kraftwerk Boxberg, D, damals DDR                                     | 14. Jan. 1987                  | Brand nach Explosion im Kraftwerk                         | Kraftwerk Boxberg | 0 | Einphasiges zweisträngiges Rückschalten des Generators infolge einer wegen einer gesprungenen Fensterscheibe eingefrorenen Druckluftleitung⁵ |
| Herborn, Hessen, D                                                   | 7. Juli 1987                   | Straßenverkehrsunfall                                     | Großbrand von Herborn | 6 Tote, 38 Verletzte | |
| Dresden, D, damals DDR                                               | 30. Okt. 1987                  | Industriebrand                                            | Reifenwerk Dresden-Gittersee | 0 Tote, 4 Verletzte | Überhitzung in der Vulkanisation |
| London, UK                                                           | 18. Nov. 1987                  | Brand in U-Bahn-Station                                   | Brand im Bahnhof King’s Cross St. Pancras | 31 | Vermutlich entzündete ein weggeworfenes Streichholz Schmutz und Müll unter einer Rolltreppe. Durch den Kamineffekt breitete sich das Feuer rasch auf die gesamte Rolltreppe und die darüber liegende Schalterhalle aus. |
| Lissabon, Portugal                                                   | 25. Aug. 1988                  | Stadtbrand                                                | | 1 | |
| Bohrinsel Piper Alpha, Nordsee, UK                                   | 6. Juli 1988                   | Gasexplosion und anschließender Ölbrand                   | Aus einem defekten Kompressor tritt Erdgas aus, das sich explosiv entzündet und weite Teile der Bohrinsel in Brand setzt. | 167 Tote, 59 Verletzte | schwerstes Unglück auf einer Bohrinsel |
| Ramstein Air Base, Nähe Kaiserslautern, Rheinland-Pfalz, Deutschland | 28. Aug. 1988                  | Flugunfall                                                | Flugtagunglück von Ramstein | 70 Tote, 345 Verletzte | Hauptquartier der United States Air Forces in Europe |
| Yeosu, Südkorea                                                      | 1989                           | Brand in Chemiefabrik                                     | [ 31 ] | 16 Tote | |
| Berlin (ex -West), Deutschland                                       | 16. Dez. 1989                  | Hotelbrand                                                | Brand Hotel „Central“, Kurfürstendamm | 8 Tote | Brandstiftung |
| New York City, New York, USA                                         | 25. März 1990                  | Brandstiftung                                             | Feuer in einer zweistöckigen Diskothek | 87 | |
| Oslo (Norwegen) / Frederikshavn (Dänemark)                           | 6. Apr. 1990                   | Brandstiftung / Großfeuer auf Autofähre Scandinavian Star | Ein Stapel Bettwäsche geriet um ca. zwei Uhr nachts in Brand. Das Feuer griff auf die brennbare Wand- und Deckenverkleidung über, dies verursachte sehr dichten und toxischen Rauch, welcher sich über das ganze Schiff ausbreitete. Der Rauch sorgte dafür, dass Menschen entweder den Fluchtweg nicht fanden oder in ihren Kabinen erstickten. | 159 | Der genaue Grund für die Ursache des Brandes ist unklar. Eine Erklärung besagt, dass ein Pyromane den Brand gelegt haben solle, eine andere Erklärung besagt jedoch, dass dies ein sehr schwerer Fall von Versicherungsbetrug sei. Der Brand, welcher für die Katastrophe verantwortlich ist, war bereits der zweite Brand in jeweiliger Nacht, zudem soll es nach der Evakuierung des Schiffes noch weitere Brände gegeben haben. |
| Dresden                                                              | 17. Mai 1991                   | Krankenhaus                                               | Dachstuhlbrand im Krankenhaus Dresden-Friedrichstadt | 0 | defekte Stromleitung |
| Magdeburg, D                                                         | 20. Mai 1990                   | Theater                                                   | | 0 | Brandstiftung durch einen Mitarbeiter |
| Dresden                                                              | 18. Okt. 1991                  | Dachstuhlbrand                                            | Dachstuhlbrand | 2 | Brandstiftung, Selbstmord |
| Kuwait                                                               | 1991                           | 117 Ölquellen                                             | | ? | Hinterlassenschaft des 2. Golfkriegs; gelöscht von Red Adair durch Sprengladungen |
| London, England, UK                                                  | 20. Nov. 1992                  | Gebäudebrand                                              | Brand im Windsor Castle | 0 | Das Feuer brach in der Privatkapelle der Königin aus. Ausgelöst wurde das Feuer durch einen Halogenstrahler, der einen Vorhang entzündete und wütete fünfzehn Stunden lang. Es zerstörte neun der wichtigsten Staatsgemächer und weitere 100 Räume wurden schwer beschädigt. Die Renovierungsarbeiten dauerten fünf Jahre. |
| Kobe, Japan                                                          | 17. Jan. 1995                  | Stadtbrand                                                | Durch das Hanshin-Awaji-Erdbeben ausgelöster Stadtbrand | über 85 Tote durch den Brand, insgesamt 6.434 Tote durch das Erdbeben und dessen Folgen.                                            | 7.000 Gebäude brannten nieder, geschätzte 285 Brandherde nach dem Erdbeben. Offizielles Brand-aus erfolgte zwei Tage nach dem Beben, da die Löscharbeiten aufgrund von schlechter Wasserversorgung & Ausrüstung erschwert waren. |
| Baku, Aserbaidschan                                                  | 28. Okt. 1995                  | Schienenverkehr                                           | Brand in einem vollbesetzten Zug der Metro Baku | 289 Tote, 269 Verletzte | schwerstes U-Bahn-Unglück überhaupt |
| Lübeck, Deutschland                                                  | 18. Jan. 1996                  | Wohnhausbrand nach Brandanschlag                          | Lübecker Brandanschlag | 10 Tote, 55 Verletzte | |
| Quezon City, Philippinen                                             | 18. März 1996                  | Gebäudebrand                                              | Brand des Ozone Nachtclubs | 162 Tote, 95 Verletzte | |
| Flughafen Düsseldorf, Düsseldorf, D                                  | 11. Apr. 1996                  | Flughafen                                                 | Brandkatastrophe am Düsseldorfer Flughafen 1996 | 17 Tote, 88 Verletzte | |
| Schönebeck, D                                                        | 1. Juni 1996                   | mehrere Eisenbahnkesselwagen mit Vinylchlorid             | Eisenbahnunfall von Schönebeck (1996) | 18 Verletzte | Entgleisung an einer Weiche |
| Neu-Delhi, Indien                                                    | Sep. 1997                      | Kino                                                      | | 59 | [ 36 ] |
| Elsterwerda, D                                                       | 27. Sep. 1997                  | Industriebrand                                            | Werkhalle eine Recyclingfirma | 0 | Brand in einer Werkhalle einer Recyclingfirma |
| Elsterwerda                                                          | 20. Nov. 1997                  | Kesselwagen                                               | Eisenbahnunglück von Elsterwerda | 2 Tote | Eisenbahnkesselwagen mit Benzin und Diesel entgleisen wegen eines durch den Lokführer nicht geöffneten Bremsventils und geraten in Brand |
| Göteborg, Schweden                                                   | 29. Okt. 1998                  |                                                           | Großbrand in einer Diskothek | 63 | |
| Mont-Blanc-Tunnel, Frankreich / Italien                              | 24. März 1999                  | Straßenverkehrsunfall                                     | Der Motor eines belgischen Lkw fängt Feuer und wird zum Auslöser des Tunnelbrandes. | 39 | Brand konnte erst 53 Stunden nach Ausbruch kontrolliert werden |
| Tauerntunnel, Österreich                                             | 29. Mai 1999                   | Straßenverkehrsunfall im Autobahntunnel                   | Lkw mit chemischem Gefahrgut brennt nach einem Auffahrunfall | 12 Tote, 42 Verletzte | |
| Enschede, Niederlande                                                | 13. Mai 2000                   | Explosion                                                 | Aufgrund eines Brandes explodieren fast 200 Tonnen Feuerwerkskörper. | 23 Tote, 947 Verletzte | Im Stadtviertel Roombeek werden fast 200 Häuser zerstört, rund 1.500 beschädigt. |
| Childers, Australien                                                 | 23. Juni 2000                  | Brandstiftung                                             | Brandkatastrophe im Childers Palace Backpackers Hostel | 15 Tote, 10 Verletzte | |
| Mexiko-Stadt, Mexiko                                                 | 20. Okt. 2000                  | Gebäudebrand                                              | In der Diskothek „Lobohombo“ kommt es zu einem Brand und anschließender Massenpanik. | 22 Tote, 24 Verletzte | |
| Kitzsteinhorn, Gletscherbahn Kaprun 2, Österreich                    | 11. Nov. 2000                  | Schienenverkehr im Tunnel                                 | Der bergwärts verkehrende Zug der Standseilbahn wurde zunächst durch einen elektrischen Heizlüfter in Brand gesetzt. Fast alle Passagiere, die im Tunnel flüchten, wählen die Richtung bergwärts. | 155, von den 162 Passagieren (Flüchtende im Schrägtunnel überwiegend aufwärts) sterben 150 durch Rauchgasvergiftung, 5 weitere Tote | Folgenschwerstes Unglück der österreichischen Nachkriegsgeschichte; der Brand wurde durch das Austreten von Hydrauliköl und Skikleidung gefördert und durch den Kamineffekt beschleunigt. |
| Narsingdi, Bangladesch                                               | 25. Nov. 2000                  | Textilfabrik                                              | Brand in der Chowdhury Knitwear & Garments factory | 46 Tote | |

## Liste des 21. Jahrhunderts

### Liste des ersten Jahrzehnts des 21. Jahrhunderts
| Ort                                                                                 | Datum                                  | Kategorie                                                          | Ereignis | (Todes-)Opfer                          | Ausmaß |
| ----------------------------------------------------------------------------------- | -------------------------------------- | ------------------------------------------------------------------ | --- | -------------------------------------- | --- |
| Papierfabrik, der Mondi Neusiedler, Ulmerfeld-Hausmening, Amstetten, NÖ, Österreich | 24. Mai 2001 16:29 Uhr – 15. Juni 2001 | Hochregallager abgebrannt                                          | Während Bauarbeiten brennt das Lagergebäude (2400 m², 30 m Höhe) mit 8500 Paletten Papier binnen Stunden ab. Abtragen mit Nachlöschen dauert 24 Tage. | [ 39 ]                                 | 500 Mio. ATS (36,3 Mio. €) Schaden |
| Erwadi, Tamil Nadu, Indien                                                          | 6. Aug. 2001                           | Gebäudebrand                                                       | Feuer in einer Herberge für psychisch Kranke am Schrein eines islamischen Predigers. 28 Personen, die angekettet waren, starben bei dem Unglück.      | 28 Tote                                | |
| Quezon City, Metro Manila, Philippinen                                              | 18. Aug. 2001                          | Gebäudebrand                                                       | Brand des Manor Hotels. Feuer in einem Hotel. Aufgrund von gravierenden Sicherheitsmängeln konnten viele Opfer nicht vor Rauch und Flammen fliehen.   | 74 Tote                                | |
| Kabukichō, Tokio, Japan                                                             | 1. Sep. 2001                           | Gebäudebrand                                                       | Feuer in einem Gebäude im Vergnügungsviertel Kabukichō.                                                                                               | 44 Tote                                | |
| Pretoriuskop, Kruger-Nationalpark, Südafrika                                        | 4. Sep. 2001                           | Buschbrand                                                         | Buschbrand im Kruger-Nationalpark | 23 Tote, 11 Verletzte                  | Durch einen Buschbrand, welcher durch starke Winde angefacht wurden, wurden zahlreiche Touristen und Schilfschneider überrascht. |
| New York, NY, USA                                                                   | 11. Sep. 2001                          | Terroranschläge mit Linienflugzeugen                               | Terroranschläge am 11. September 2001 | 3.006 Tote                             | Schlimmster bisheriger Terrorangriff |
| Gotthard-Strassentunnel, Schweiz                                                    | 24. Okt. 2001                          | Straßenverkehrsunfall                                              | Zwei Lastwagen kollidieren im Tunnel | 11 Tote, zehn durch Rauchgasvergiftung | Maßnahme: der Sicherheitsabstand der Lkw wird erreicht durch das neue Tropfenzählersystem |
| Lima, Peru                                                                          | 29. Dez. 2001                          | Gebäudebrand                                                       | Das Vorführen eines Feuerwerkskörpers löst den Brand eines Einkaufszentrums und angrenzender Wohnungen aus.                                           | 282 Tote, 134 Verletzte                | Schwerste Brandkatastrophe in der Geschichte Perus |
| Mekka, Saudi-Arabien                                                                | 11. März 2002                          | Gebäudebrand                                                       | Brand in der Mädchenrealschule Nummer 31 des Bezirks Mekka                                                                                            | 15 Tote                                | Rettungsmaßnahmen werden durch die Islamische Religionspolizei maßgeblich behindert. Mädchen wurden zurück in das brennende Gebäude geschickt, da ihre Bekleidung nicht den islamischen Vorschriften entsprach.                                                                         |
| Agra, Indien                                                                        | 24. Mai 2002                           | Gebäudebrand                                                       | Brand einer achtstöckigen Schuhfabrik | mind. 45 Tote                          | Die Schuhfabrik hatte nur einen Eingang, weshalb viele Arbeiter nicht vor dem Feuer und Rauch fliehen konnten. |
| Peking, Volksrepublik China                                                         | 16. Juni 2002                          | Gebäudebrand                                                       | Brand in einem Internetcafé auf dem Gelände der Universität Peking                                                                                    | 24 Tote                                | In den frühen Morgenstunden brach ein Feuer in einem nicht lizenzierten Internetcafé auf dem Unigelände aus. Da die Fenster vergittert und Türen versperrt waren, bestanden kaum Fluchtwege.                                                                                            |
| Palembang, Indonesien                                                               | 7. Juli 2002                           | Gebäudebrand                                                       | Brand in einer Karaokebar | 53 Tote                                | In der fünfstöckigen Karaokebar Heppi waren aufgrund fehlender Fluchtwege und der Unpassierbarkeit der einzigen Treppe des Brandgebäudes die meisten der Brandopfer darin gefangen. |
| Lima, Peru                                                                          | 20. Juli 2002                          | Gebäudebrand                                                       | Brand in einer Diskothek | 30 Tote                                | In der Edel-Diskothek „Utopía“ verursachte der Besitzer, welcher auch Feuerkünstler war, mit seinen Kunststücken einen Brand. Unter den Opfern war auch eine Nichte des peruanischen Vizepräsidenten.                                                                                   |
| Ikorodu, Nigeria                                                                    | 15. Sep. 2002                          | Fabrikbrand                                                        | Brand einer Gummi- und Plastikfabrik | 45 Tote                                | In einem Anlagengebäude der West Africa Rubber Products Limited, welche zu einem in Hongkong ansässigen Mischkonzern gehört, brach ein Feuer aus. Die Tore der im Odoguny Industrial Estate gelegenen Fabrik waren verschlossen, sodass die Arbeiter der Fabrik nicht flüchten konnten. |
| Ho-Chi-Minh-Stadt, Vietnam                                                          | 29. Okt. 2002                          | Gebäudebrand                                                       | Feuer im International Trade Center (ITC) | 60 Tote                                | Das Feuer brach bei Schweißarbeiten in einer im Gebäude untergebrachten Diskothek aus. |
| El Jadida, Marokko                                                                  | 1. Nov. 2002                           | Gebäudebrand                                                       | Brand im überfüllten Gefängnis von El Jadida | 50 Tote                                | |
| Caracas, Venezuela                                                                  | 1. Dez. 2002                           | Kellerbrand                                                        | Feuer in einer Diskothek im Gebäudekeller des Hotel Venezuela                                                                                         | 47 Tote                                | In der Kellerdiskothek im Hotel Venezuela kommt es zu einem Feuer aus nicht näher bekannter Ursache. Da das Feuer im Eingangsbereich ausbrach und Fluchtwege versperrt waren, konnten die Opfer nicht aus dem Gebäude flüchten.                                                         |
| Gorgan, Iran                                                                        | 30. Dez. 2002                          | Gebäudebrand                                                       | Im lokalen Gefängnis von Gorgan brach ein Feuer aus                                                                                                   | 27 Tote                                | |
| Daegu, Südkorea                                                                     | 20. Feb. 2003                          | versuchter erweiterter Suizid (Selbstverbrennung); Schienenverkehr | Feuer in der U-Bahn in Daegu | 192 Tote                               | Schwerste Brandkatastrophe in der Geschichte Südkoreas; zweitschwerstes Unglück in einem Metro-System nach dem Metrounfall von Baku |
| West Warwick, Rhode Island, USA                                                     | 20. Feb. 2003                          | Gebäudebrand                                                       | Brandkatastrophe im Nachtclub The Station während eines Konzertes                                                                                     | 100 Tote, 230 Verletzte                | Viertschwerste Brandkatastrophe in der Geschichte der USA |
| Ghislenghien, Belgien                                                               | 30. Juli 2004                          | Explosion                                                          | Gasexplosion mit Brand an einer Erdgas-Pipeline | 24 Tote, 132 Verletzte                 | |
| Asunción, Paraguay                                                                  | 1. Aug. 2004                           | Gebäudebrand                                                       | Brandkatastrophe in einem Einkaufszentrum | 394 Tote, rund 500 Verletzte           | Schwerste Brandkatastrophe in der Geschichte Paraguays |
| Weimar, Deutschland                                                                 | 2. Sep. 2004                           | Gebäudebrand, Verlust von Kulturgut                                | Brand der Herzogin-Anna-Amalia-Bibliothek | 0                                      | Große Teile an Bausubstanz, Kunstwerken, Musikalien, Büchern werden zerstört oder beschädigt. 2007 wiedereröffnet, Buchrestauration dauert bis 2015. |
| Buenos Aires, Argentinien                                                           | 30. Dez. 2004                          | Gebäudebrand                                                       | Brandkatastrophe im Nachtclub República Cromañón | 194 Tote, etwa 700 Verletzte           | |
| Texas City, Texas, USA                                                              | 23. März 2005                          | Explosion                                                          | Explosion mit Brand in einer Erdölraffinerie von BP                                                                                                   | 15 Tote und viele Verletzte            | Geschah beim Raffinierungs-Prozess, siehe unter BP |
| Hemel Hempstead bei London, UK                                                      | 11. Dez. 2005                          | Industriebrand                                                     | Tanklagerbrand Buncefield: 20 Treibstofftanks gehen in Flammen auf                                                                                    | 43 Verletzte                           | |
| Sankt Petersburg, Russland                                                          | 25. Aug. 2006                          | Großbrand einer Kirche                                             | Brand der Hauptkuppel der Dreifaltigkeitskathedrale                                                                                                   | 0                                      | Nach der Hauptkuppel gerieten auch die kleinen Kuppeln in Brand. Die Hauptkuppel brach schließlich in sich zusammen. |
| Peloponnes und Euböa, Griechenland                                                  | 24. Aug. 2007 – 26. Aug. 2007          | Waldbrand                                                          | Waldbrände in Griechenland 2007 | 64 Tote                                | Bei den Waldbränden in Griechenland 2007 gab es über 300 Brände auf Peloponnes und Euböa. |
| Ludwigshafen am Rhein, Deutschland                                                  | 3. Feb. 2008                           | Wohnhausbrand                                                      | Wohnhausbrand in Ludwigshafen am Rhein | 9 Tote                                 | Brandursache war vermutlich Fahrlässigkeit |
| Prag, Tschechien                                                                    | 17. Oktober 2008                       | Gebäudebrand                                                       | Industriepalast Holesovice | 0                                      | Undichte Propangasflasche |
| Molo, Kenia                                                                         | 1. Feb. 2009                           | Straßenverkehrsunfall                                              | Einwohner werden beim Abzapfen von Treibstoff aus einem verunfallten Tanklaster getötet                                                               | > 111 Tote                             | |
| Victoria, Australien                                                                | 7. Feb. 2009                           | Buschfeuer                                                         | Buschfeuer in Victoria 2009 | 173 Tote                               | |
| Peking, China                                                                       | 9. Feb. 2009                           | Gebäudebrand, Hochhaus, 44 Stockwerke                              | Rohbau von Television Cultural Center, mit Hotel Mandarin Oriental                                                                                    | 1 toter Feuerwehrmann                  | Ursache Feuerwerkskörper, Gebäude brannte aus ohne einzustürzen |
| Perm, Russland                                                                      | 5. Dez. 2009                           | Gebäudebrand                                                       | Feuer in einem Restaurant mit Tanzbetrieb, vermutlich durch Pyrotechnik ausgelöst                                                                     | 155 Tote                               | |

### Liste des zweiten Jahrzehnts des 21. Jahrhunderts
| Ort                                                         | Datum                                        | Kategorie                                                             | Ereignis | (Todes-)Opfer | Ausmaß |
| ----------------------------------------------------------- | -------------------------------------------- | --------------------------------------------------------------------- | --- | --- | --- |
| Golf von Mexiko, Atlantik, USA                              | 20. Apr. 2010                                | Brand einer Ölbohrplattform                                           | Explosion, Brand und Untergang der Ölbohrplattform Deepwater Horizon                                                   | 11 Tote, 17 Verletzte | Ölpest im Golf von Mexiko 2010 |
| Karelien, Woronesch, Region südöstlich von Moskau, Russland | Juli 2010 bis Aug. 2010                      | Wald- und Torfbrände                                                  | Wald- und Torfbrände in Russland 2010                                                                                  | > 50 Tote | > 800 Brandherde, ~ 2.000 km², > 2.000 zerstörte Gebäude, schwerer Smog in Moskau |
| Shanghai, China                                             | 15. Nov. 2010                                | Gebäudebrand                                                          | Feuer in einem Hochhaus (28 Stockwerke), vermutlich durch Bauarbeiten ausgelöst                                        | 53 Tote | |
| Nairobi, Kenia                                              | 12. Sep. 2011                                | Brand einer Pipeline                                                  | Brand einer oberirdischen Benzinleitung                                                                                | 120 Tote | |
| Teheran, Iran                                               | 12. Nov. 2011                                | Munitionsexplosion                                                    | Explosion in Munitionslager                                                                                            | 17 Tote, 23 Verletzte | „ein politisch motivierter Anschlag oder ein Sabotageakt wird ausgeschlossen“ |
| Cheongju, Südkorea                                          | 2012                                         | Brand in Chemiefabrik von LG Chem                                     | [ 62 ] | 8 Tote | |
| Comayagua, Honduras                                         | 15. Feb. 2012                                | Gefängnismeuterei mit anschließender Brandlegung                      | Brand des Gefängnisses von Comayagua                                                                                   | mind. 377 Tote, unbekannte Anzahl von Verletzten | vermutlich Brandstiftung durch einen Insassen |
| Amuay, Halbinsel Paraguaná, Venezuela                       | 26. Aug. 2012                                | Brand in einem Raffinerie-Areal                                       | Gasexplosion am 25. August setzt zwei große Öltanks in Brand                                                           | mind. 39 Tote durch Explosion und Brand, dutzende Verletzte                                                                                                | Gasexplosion nach Leck in der Olefinanlage im Paraguaná-Raffinerie-Komplex |
| Karatschi, Pakistan                                         | 11. Sep. 2012                                | Brand in einer Textilfabrik                                           | Siehe Ali Enterprises. Funkenschlag entzündete Baumwollballen und Färbemittel                                          | mehr als 289 Tote, dutzende Verletzte | Fehlfunktion des Stromgenerators, schwerster Industrieunfall in der Geschichte Pakistans |
| Dhaka, Bangladesch                                          | 24. Nov. 2012                                | Brand in einer Textilfabrik                                           | Brand in der Tazreen-Kleiderfabrik                                                                                     | mind. 117 Tote, über 200 Verletzte | Das Unglück war das bis dahin schwerste in einer Textilfabrik in Bangladesch. Es entfachte eine öffentliche Diskussion über Arbeitsschutz in der Textilproduktion. |
| Titisee-Neustadt, Deutschland                               | 26. Nov. 2012                                | Brand in einer Behinderteneinrichtung                                 | Großbrand in einer Werkstatt der Caritas in Titisee-Neustadt, Landkreis Breisgau-Hochschwarzwald                       | 14 Tote, 8 Verletzte. In der Werkstatt waren überwiegend körperlich und geistig behinderte Menschen beschäftigt. Unter den Toten war auch eine Betreuerin. | Dem Brand war eine Explosion vorausgegangen, die durch unkontrolliertes Austreten von Gas aus einem Gasofen ausgelöst wurde. |
| Santa Maria, Brasilien                                      | 27. Jan. 2013                                | Großbrand in einer Diskothek                                          | Brandkatastrophe im Nachtclub Kiss                                                                                     | 238 Tote, zahlreiche Verletzte | ausgelöst durch Bengalisches Feuer; zudem Sicherheitsmängel |
| Rotfelden, Deutschland                                      | 30. Jan. 2013                                | Gebäudebrand                                                          | Brandkatastrophe auf dem Kamelhof Rotfelden                                                                            | 86 Kamele | Beim Brand des hölzernen Stalls des Kamelhofs werden 86 Kamele getötet; nur 5 überleben. |
| Backnang, Deutschland                                       | 10. März 2013                                | Wohnhausbrand                                                         | Wohnhausbrand in Backnang 2013                                                                                         | 8 Tote | Brandursache war vermutlich Fahrlässigkeit |
| Lac-Mégantic, Québec, Kanada                                | 26. Juli 2013                                | Eisenbahnunfall, Stadtbrand, Gefahrgutunfall                          | Eisenbahnunfall von Lac-Mégantic                                                                                       | mind. 47 Tote, zahlreiche Verletzte | ein entrollter Rohölzug entgleist nachts bei 100 km/h, mehr als 30 Gebäude zerstört |
| Nürnberg, Deutschland                                       | 5. Juni 2014                                 | Gebäudebrand einer historischen Kirche                                | Großbrand der St.-Martha-Kirche                                                                                        | 0 | weitgehende Zerstörung der historischen Substanz, die in den Weltkriegen kaum beschädigt wurde |
| Indonesien                                                  | 2015                                         | zu einem großen Teil Moorbrände                                       | | >100.000 | monatelang schwelend mit viel Rauchentwicklung |
| Valenzuela City, Philippinen                                | 13. Mai 2015                                 | Gebäudebrand                                                          | Brand der Kentex-Fabrik                                                                                                | 74 Tote | |
| Litvínov, Tschechien                                        | 13. Aug. 2015                                | Äthylenanlage                                                         | Brand in Äthylenanlage                                                                                                 | 0 | Ausfall eines Propylenkühlkreislaufes in der Anlage zur Herstellung von Äthylen |
| Bukarest, Rumänien                                          | 30. Okt. 2015                                | Großbrand in einer Diskothek                                          | Brandkatastrophe in Bukarest 2015                                                                                      | 63 Tote, 147 Verletzte | ausgelöst durch ungenehmigte Feuerwerksshow bei Show der Band Goodbye to Gravity; schwere grundlegende Sicherheitsmängel; zahlreiche Todesfälle durch MRE-Keime aufgrund von illegal verdünnten Desinfektionsmitteln in den Krankenhäusern |
| Alberta, Kanada                                             | 2016                                         | Waldbrände                                                            | | 2400 Gebäude zerstört | |
| Monterrey, Mexiko                                           | 11. Feb. 2016                                | Gefängnisbrand                                                        | Gefängnis Topo Chico                                                                                                   | mind. 52 Tote | |
| San José Pinula, Guatemala                                  | 8. März 2017                                 | Brand in einem Jugendheim                                             | | mind. 28 Tote, viele Verletzte | |
| London, Vereinigtes Königreich                              | 14. Juni 2017                                | Brand eines Wohnhochhauses                                            | Im Grenfell Tower im Westen Londons bricht ein Brand aus, der sich binnen Minuten zum Vollbrand des Gebäudes auswächst | 72 Tote, 74 Verletzte (davon 20 schwer) | Die Fassadenisolierung aus Kunststoffschaum fing Feuer. |
| Portugal                                                    | 17. Juni 2017                                | Waldbrand                                                             | Waldbrände in Portugal 2017                                                                                            | 65 Tote | Offenbar durch Gewitter ausgelöst. |
| Bahawalpur, Pakistan                                        | 25. Juni 2017                                | Straßenverkehrsunfall                                                 | Explosion eines Tanklastzuges im Osten Pakistans                                                                       | 219 Tote, 34 Verletzte | Kurz nach dem Unfall eilen Menschen von einer nahegelegenen Fabrik herbei, um den austretenden Kraftstoff für den Eigengebrauch in mitgebrachte Behälter abzuschöpfen. 10 Minuten später Explosion beim LKW. |
| Nordkalifornien, USA                                        | 8. Okt. 2017                                 | Waldbrände, insbesondere in Sonoma County                             | Die Brände werden durch eine Hitzeperiode gefördert.                                                                   | Mit Stand 12. Oktober 2017 (Ortszeit) mind. 31 Tote, hunderte Vermisste                                                                                    | In Calistoga wurde die Evakuierung befohlen. |
| Jecheon, Südkorea                                           | 21. Dez. 2017                                | Gebäudebrand                                                          | vermutlich durch ein Fahrzeug auf dem Parkplatz                                                                        | mind. 28 Tote und 26 Verletzte | |
| Davao City, Philippinen                                     | 23. Dez. 2017                                | Gebäudebrand                                                          | Brand des New City Commercial Center                                                                                   | 39 Tote | |
| Prag, Tschechien                                            | 21. Jan. 2018                                | Hotelbrand                                                            | Hotelbrand in Prag | 4 Tote, 7 Verletzte | Defekte Klimaanlage |
| Kralupi nad vltav0u, Tschechien                             | 22. März 2018                                | Chemiewerk, Ölraffinerie                                              | Explosion | 6 Tote, 2 Verletzte | Reinigungsarbeiten an Öltank |
| Kemerowo, Sibirien, Russland                                | 25. März 2018                                | Einkaufs- und Unterhaltungszentrum „Winterkirsche“ (Зимняя Вишня)     | Brandkatastrophe in Kemerowo                                                                                           | mind. 64 Tote | 4-stöckiges großes Gebäude mit Kinosälen in Obergeschossen, Kinder unter den Opfern |
| Region um Athen, Griechenland                               | Juli 2018                                    | Waldbrände                                                            | Waldbrände in Griechenland 2018                                                                                        | 100 Tote, 170 Verletzte | nach Opferzahl zweitschwerster bekannter Waldbrand in Europa, schwerster seit 1936 |
| Schweden                                                    | Juli 2018                                    | Waldbrände                                                            | Waldbrände in Schweden 2018                                                                                            | 0 | |
| Kalifornien, USA                                            | Juli 2018 / Aug. 2018 (siehe auch: November) | Waldbrände                                                            | Waldbrände in Kalifornien 2018                                                                                         | 18. Februar – 22. November gab es bei 58 Bränden insgesamt 102 Tote                                                                                        | Mendocino Complex in Mendocino war mit 1200 km² Fläche der bis dato größte für Kalifornien aufgezeichnete Brand |
| Rio de Janeiro, Brasilien                                   | 2. Sep. 2018                                 | Gebäudebrand                                                          | Brand im brasilianischen Nationalmuseum                                                                                | 0 | Zerstörung des Museumsgebäudes und Verlust von ca. 90 % des Sammlungsbestandes |
| Emsland, Deutschland                                        | Sep. 2018 / Okt. 2018                        | Moorbrand                                                             | Moorbrand im Emsland 2018                                                                                              | 0 | Ursache: Raketentests auf Bundeswehr-Übungsgelände |
| Solothurn, Schweiz                                          | 26. Nov. 2018                                | Gebäudebrand                                                          | Hausbrand von Solothurn                                                                                                | 7 | Opfer vorwiegend Asylbewerber |
| Kalifornien, USA                                            | Nov. 2018                                    | Waldbrände in Nord- und Südkalifornien                                | Waldbrände in Kalifornien 2018 (detto)                                                                                 | 84 Tote | Camp-Fire verbrannte fast die gesamte Siedlung von Paradise, fast 20.000 Gebäude zerstört, Versicherungsansprüche >= 7,9 Mrd. Euro |
| Hidalgo, Mexiko                                             | Jan. 2019                                    | Explosion und Brand einer illegal angezapften Pipeline                | Pipeline-Katastrophe von Hidalgo                                                                                       | 125 Tote | |
| Delhi, Indien                                               | 12. Feb. 2019                                | Hotelbrand                                                            | Feuer in einem Hotel in Delhi                                                                                          | 17 Tote | |
| Yancheng, China                                             | 22. März 2019                                | Chemiebrand                                                           | Feuer in einer Chemiefabrik                                                                                            | 47 Tote | Feuer in einer Chemiefabrik zur Gewinnung von Pestiziden |
| Paris, Frankreich                                           | 15. Apr. 2019                                | Großbrand einer Kirche, UNESCO-Welterbestätte                         | Brand von Notre-Dame in Paris 2019                                                                                     | 0 | Vierungsturm, Dach zerstört, Gewölbe beschädigt |
| Wien, Österreich                                            | 11. Mai 2019                                 | Großbrand im Dachausbau eines Wohnhauses mit 6 Etagen und 10 Stiegen. | | 0 | 5 Verletzte, Dachgeschoss völlig zerstört, 190 Wohnungen beschädigt, 370 Menschen erhalten Übergangsquartiere |
| Zirkumpolare boreale Wälder (Alaska, Sibirien, Grönland)    | Juni 2019 –                                  | Torf- und Vegetationsbrand                                            | Waldbrände in den borealen Wäldern der Nordhalbkugel 2019                                                              | 0 (unmittelbar keine) | „Beispielloses Ausmaß“. Früher in der Saison zündeten mehr Blitze mehr Brandherde und lassen mehr Fläche und Substanz abbrennen. Verkohltes Gebiet ist dunkler, verfrachteter Ruß verfärbt Schnee- und Eis – geringeres Albedo führt zu erhöhter Aufnahme von Sonnenwärme und folglich zu Eisschmelze und Auftauen von Permafrost. Emission von Brand- und Tau-CO2 (50 Mio. t im Juni 2019) und Methan aus Permafrost-Auftauen verstärkt den Treibhauseffekt. |
| Lübtheen                                                    | 30. Juni 2019                                | Waldbrand                                                             | Munitionsbelastetes Gebiet                                                                                             | 5 Verletzte | Munitionsbelastetes Gebiet |
| Kyōto, Japan                                                | 18. Juli 2019                                | Gebäudebrand                                                          | Brandanschlag auf Kyōto Animation                                                                                      | 36 Tote | Brandanschlag mit verschütteter Flüssigkeit. |
| Brasilien und Nachbarstaaten                                | Juli 2019 – Aug. 2019                        | Waldbrände                                                            | Waldbrände im Amazonas-Regenwald 2019                                                                                  | | Brände zu einem großen Teil vermutlich durch Brandstiftung |
| Im Westen des Landes, Indien                                | Sep. 2019                                    | Explosionen in Chemiefabrik                                           | | >12 Tote, viele Dutzend Verletzte | [ 85 ] |
| Südosten Australiens                                        | Sep. 2019 –                                  | Wald-/Buschbrand                                                      | Buschbrände in Australien 2019/2020                                                                                    | 28 Tote (bisher) | Schlimmster Buschbrand in der Geschichte Australiens, 170.000 km² betroffen, viele Tiere getötet, tausende Häuser zerstört. |
| nahe Monrovia, Liberia                                      | 18. Sep. 2019                                | Gebäudebrand                                                          | Durch ein technisches Problem ausgelöstes Feuer in einem Internat nahe Monrovia                                        | 27 Tote | |
| El Oued, Algerien                                           | 24. Sep. 2019                                | Gebäudebrand                                                          | Bei einem Brand in der Entbindungsstation eines Krankenhauses in El Oued starben acht Neugeborene.                     | 8 Tote | |
| Shuri, Japan                                                | 31. Okt. 2019                                | Gebäudebrände                                                         | Großbrand der UNESCO-Welterbestätte Burg Shuri                                                                         | 0 | Insgesamt wurden 6 Gebäude mit 4.200 m² Fläche vollständig zerstört |
| Neu-Delhi, Indien                                           | 8. Dez. 2019 (Sonntagmorgen)                 | Fabriksbrand, Altstadt                                                | | mind. 43 | Sonntag brach der Brand früh aus, Arbeitende wurden getötet |

### Liste des dritten Jahrzehnts des 21. Jahrhunderts
| Ort | Datum                                      | Kategorie | Ereignis | (Todes-)Opfer | Ausmaß |
| --- | ------------------------------------------ | --- | --- | --- | --- |
| Krefeld, Deutschland                                                                                      | 1. Jan. 2020                               | Zoobrand | Brand des Zoo Krefeld | mind. 30 Tiere, darunter 5 Orang-Utans, 2 Flachland-Gorillas und ein Schimpanse                                                  | In der Silvesternacht brennt durch ein verbotenes Feuerwerk (Himmelslaternen) das Affenhaus des Zoo Krefeld. Alle Tiere des Affenhauses, außer 2 Schimpansen, verbrennen. |
| Icheon, Südkorea                                                                                          | 29. Apr. 2020                              | Brand einer Hausbaustelle | 4-stöckiges Lagerhaus in Bau | mind. 25 | Explosion, Entzündung von Material zur Isolierung des Untergeschosses, rasche Brandausbreitung, Menschen werden eingeschlossen |
| Zentralamerika                                                                                            | Mai 2020 (Ende Brandsaison)                | Waldbrände | | ? | Höhere CO₂-Emission als Durchschnitt der Jahre 2003 bis 2019, Copernicus Atmosphere Monitoring Service (CAMS), 5.600 Brände in Russland, 250 Gebäude zerstört |
| Sibirien                                                                                                  | 2020                                       | Wald- und Flächenbrände | Tundra am Polarkreis, in Sibirien | ? | Beobachtung per Satellit – Copernicus Atmosphere Monitoring Service (CAMS), 5.600 Brände in Russland, 250 Gebäude zerstört |
| USA | Juni 2020 (Sommer/Herbst 2020)             | Waldbrände | Waldbrände in den Vereinigten Staaten 2020 | mind. 42 direkt | 10,25 Mio. acre (41.000 km²), größte vernichtete Fläche seit Beginn zuverlässiger Aufzeichnungen |
| Kalifornien, USA                                                                                          | Juni 2020 (Sommer/Herbst 2020)             | Waldbrände | Waldbrände in Kalifornien 2020 | mind. 31 direkt, 1200 bis 3000 indirekt durch Luftverschmutzung (nur Teilzeitraum berücksichtigt)                                | größte vernichtete Fläche seit Beginn der Aufzeichnungen, bis 16. Dezember ca. 16.800 km² (4,2 Mio. acre) |
| Beirut, Libanon                                                                                           | 4. Aug. 2020                               | Explosion | Explosion im Hafen von Beirut | 190 | Bei Schweißarbeiten kommt es zu einem Brand, der zur Explosion von unsachgemäß gelagertem Ammoniumnitrat führt |
| Lesbos, Griechenland                                                                                      | 8. Sep. 2020                               | Brand in einem Flüchtlingslager | Brand im Flüchtlingslager Moria | keine | Keine Toten oder Verletzten, aber das Lager, das größte Europas, wurde völlig zerstört und ca. 12.000 Menschen obdachlos. |
| Region Rjasan, Russland                                                                                   | 8. Okt. 2020                               | Brand in einem Munitionslager | | keine | 16 Verletzte, 1600 Granaten sind explodiert (Stand 8. Oktober 2020), 1500 Einsatzkräfte, 2300 Bewohner der Umgebung evakuiert. Das Lager enthält 75.000 Tonnen Munition. |
| Kilimanjaro, Südflanke, zentrales Afrika                                                                  | 12. Okt. 2020                              | Brand von Heideland und Moor auf 2700 m Höhe | | | 600 Einsatzkräfte |
| Rocky Mountains, Colorado, USA                                                                            | Okt. 2020                                  | Waldbrand | | 2 Tote (Stand 24. Oktober 2020)                                                                                                  | 761 km² |
| Waldbrände in Kalifornien 2021, USA                                                                       | Jan. 2021 und folgende Monate              | Waldbrandsaison | | | mehr als 10.000 km² verbrannt |
| Charkiw, Ukraine                                                                                          | 21. Jan. 2021                              | Gebäudebrand | Brand in einer illegalen Pflegeeinrichtung, vermutlich ausgelöst durch eine Heizung. | 15 Tote, 11 Verletzte | |
| Bukarest, Rumänien                                                                                        | 29. Jan. 2021                              | Gebäudebrand | Brand in einem Krankenhaus für COVID-19-Patienten. | 17 Tote | |
| Sanaa, Jemen                                                                                              | 7. März 2021                               | Brand im Flüchtlingslager | | mind. 81 Tote (Stand 11. März 2021)                                                                                              | 150 Verletzte, die meisten lebensgefährlich. Es gibt Hinweise für Brandlegung durch Huthi-Rebellen. |
| Kairo, Ägypten                                                                                            | 11. März 2021                              | Brand in Textilfabrik | | mind. 20 Tote (Stand 11. März 2021)                                                                                              | 24 Verletzte |
| Kapstadt, Tafelberg, Südafrika                                                                            | 18. Apr. 2021 bis 20. Apr.                 | Waldbrand in die Stadt hinein | Brandstiftung am Sonntagmorgen, 18. April 2021, 600 Hektar des Nationalparks Tafelberg verbrannt, Teile der Universitätsbibliothek, älteste Windmühle Afrikas | [ 103 ] [ 104 ] | |
| Bagdad, Irak                                                                                              | 24. Apr. 2021                              | Gebäudebrand | Krankenhausbrand in Bagdad 2021: Brand im Ibn al-Khatib-Krankenhaus. Auslöser des Feuers war die Explosion von Sauerstofftanks, die für COVID-19-Patienten bestimmt waren, in der Intensivstation des Krankenhauses. | 82 Tote, 110 Verletzte | Am darauffolgenden Tag wurde der Gesundheitsminister des Irak entlassen. |
| Bootleg Fire, Oregon, USA                                                                                 | 6. Juli 2021 bis 16. Aug.                  | Waldbrand | | | drittgrößter Waldbrand in der Geschichte Oregons, ca. 1674 km² Fläche verbrannt |
| Dhaka, Bangladesch                                                                                        | 9. Juli 2021                               | Brand in Lebensmittelfabrik | Eine Lebensmittelfabrik etwa 25 km von Dhaka entfernt brannte aus. Die Fabrik, in der auch Kinder beschäftigt waren, war illegal errichtet worden, verfügte über keinerlei Notausgänge und nur unzureichende Sicherheitsmaßnahmen. | 52 Tote, 20 Verletzte | Der Besitzer der Fabrik wurde festgenommen. |
| Dixie Fire, Kalifornien, USA                                                                              | 13. Juli 2021 bis 24. Okt.                 | Waldbrand | | 1 Toter | zweitgrößter Waldbrand in der Geschichte Kaliforniens, 3898 km² Wald verbrannt |
| Nasiriya, Irak                                                                                            | 12. Juli 2021                              | Gebäudebrand | In einer Isolationsstation für Coronavirus-Patienten des Al-Hussein-Krankenhauses brach ein Feuer aus. Eine Hauptursache war laut der Gesundheitsdirektion die Explosion von Sauerstofftanks. | 64 Tote, 100 Verletzte | |
| Juquery State Park, nahe São Paulo, Brasilien                                                             | 24. Aug. 2021 (?)                          | 12 von 20,58 km² Naturschutzgebiet verbrennen | Ein Heißluftballon löst einen Brand aus. 1200 ha verbrennen, bevor 100 Feuerwehrleute den Brand löschen können. Vögel und Kleinsäuger des Parks fliehen vor dem Feuer. | | (portugiesisch) Parque Estadual do Juqueri, Bundesstaat São Paulo |
| Brand mit Explosionen, Munitionslager nahe Taras, Schambyl, Kasachstan                                    | 26. Aug. 2021                              | Munitionslager | etwa 10 Explosionen im Bereich eines Lagers von >500 t Munition | 13 Tote, rund 100 Verletzte, großteils Militärs                                                                                  | 1000 in der Umgebung Wohnende evakuiert |
| Tangerang, Indonesien                                                                                     | 8. Sep. 2021                               | Gebäudebrand | Gefängnisbrand von Tangerang: Brand in einem deutlich überfüllten Gefängnis nach einem Kurzschluss in der veralteten Elektrik des Gebäudes. | 49 Tote, 72 Verletzte | |
| Lagertank mit Benzin brennt in Raffinerie Sahrani (50 km S Beirut), Libanon                               | 11. Okt. 2021                              | Lagertank für Benzin in Raffinerie, 250 m³ Benzin für das Militär verbrannten. | Weil sich das Dach eines zylindrischen Tanks senkte, wurde begonnen, den Inhalt in einen anderen Tank zu pumpen. Der defekte Tank fing am Morgen Feuer. In 4 Stunden löschte die Feuerwehr den Brand. | | Das Kraftwerk am Gelände und Libanons zweites in Deir Ammar hatten am 9. Okt. den Betrieb mangels Öls eingestellt. Das Stromnetz ging am 10. Okt. beschränkt wieder in Betrieb. |
| Kaohsiung, Taiwan                                                                                         | 13. Okt. 2021                              | Gebäudebrand | In einem 13-stöckigen Wohn- und Geschäftshaus, etwa 40 Jahre alt, in dem über 100 alte und demente Menschen lebten, brach nachts nach einer Explosion ein Feuer im 1. Stock aus. Rettungsarbeiten wurden durch versperrte Fluchtwege behindert. | 46 Tote, 41 Verletzte | |
| Unwegsam steiler Berg, Gemeinde Reichenau an der Rax, Niederösterreich, A                                 | 25. Okt. 2021 – 7. Nov. 2021               | Waldbrand Hirschwang – Höllental | Über 115 ha Wald betroffen; einsatztechnisch der bis dahin größte Waldbrand in Österreich. Über 9000 Einsatzkräfte. Drei 15-m-Brandschneisen, Sprühwand gegen Funkenflug über Straße. Ruf nach internationaler Hilfe. 2 Löschflugzeuge aus Italien, 4 Spezialhelikopter aus Deutschland, je ein Heli aus der Slowakei und Russland. 1 Heli von Heli Austria. Groß-Tanklöschfahrzeuge pendeln zum Bergkamm, die Flächenflugzeuge tanken in Neuer Donau bzw. Neusiedler See. Am 31. Oktober: Glut um ein Drittel reduziert. | 1 Schwerverletzter | Brandaus nach 13 Tagen. |
| Rio Madeira, Brasilien                                                                                    | 27. Nov. 2021                              | Boote in Brand gesetzt | | ? | 69 Baggerboote zur illegalen Gewinnung von Gold durch Behörden abgebrannt. |
| Osaka, Japan                                                                                              | 17. Dez. 2021                              | Gebäudebrand | Hochhausbrand in Osaka 2021: Eine Patientin legte vermutlich Feuer in einer Psychiatrie in der vierten Etage des achtstöckigen Gebäudes. | 27 Tote, 1 Verletzte | |
| Marshall Fire, Colorado, USA                                                                              | 30. Dez. 2021                              | Flächenbrand | | | Zerstörerischster Brand in der Geschichte Colorados, ca. 24 km² verbrannt, 997 Gebäude zerstört, 127 beschädigt, mehrere Verletzte, 3 Vermisste |
| Waldbrände in New Mexico 2022, USA                                                                        | Jan. 2021 und folgende Monate              | Waldbrandsaison | | | Bis 22. Mai mehr als 2400 km² verbrannt |
| Kapstadt, Südafrika                                                                                       | 2. Jan. 2022                               | Brand im Dach des Parlamentsgebäudes | Am Tag nach der Trauerfeier für Friedensnobelpreisträger Bischof Desmond Tutu in Kapstadt | 0 | |
| Essen, Deutschland/Germany                                                                                | 20.02.2022                                 | Wohnkomplex | Brand in einem kompletten Wohnkomplex angefangen als Balkonbrand | | |
| Philadelphia, Vereinigte Staaten                                                                          | 5. Jan. 2022                               | Gebäudebrand | Brand in einem zum Apartmentgebäude umgebauten Reihenhaus. Im Nachgang kam es zu Debatten um die Wohnungskrise in Philadelphia, aufgrund der das Gebäude überfüllt gewesen war. Unter den Toten befanden sich acht Kinder. | 12 Tote, 2 Verletzte | |
| New York City, Vereinigte Staaten                                                                         | 9. Jan. 2022                               | Gebäudebrand | Brandkatastrophe in der Bronx 2022: Brand in einem Wohnhochhaus, vermutlich durch einen Raumheizkörper ausgelöst. | 17 Tote, 44 Verletzte | |
| Calf Canyon/Hermits Peak Fire, New Mexico, USA                                                            | 6. Apr. 2022 bis                           | Flächenbrand | | 0 | größter Flächenbrand in New Mexico mit > 1250 km², mehr als 600 Gebäude zerstört |
| Großbrand in Sitakunda, Bangladesch                                                                       | 4. Juni 2022 bis 8. Juni                   | Containerlager in Bangladesch | | 44 Tote und über 200 Verletzte                                                                                                   | Fläche von rund drei Hektar. Ware im Wert von mehreren Millionen Dollar zerstört |
| Flur- und Waldbrand am Truppenübungsplatz Großmittel, Ebenfurth, Niederösterreich, A                      | 13. Juli 2022                              | Vegetation brennt auf 5 km². Brand entstand in einem Munitionslager, Selbstentzündung wird angenommen. | | | 2 Blindgänger explodierten |
| Waldbrand bei Šibenik, Kroatien                                                                           | 13. Juli 2022                              | 2 Ortschaften werden erfasst und evakuiert | | | [ 132 ] |
| Nordosten von Portugal                                                                                    | 14. Juli 2022                              | Waldbrände, 13 größere, Dutzende kleinere, begünstigt durch Hitzewelle in Südeuropa | 250 km² Wald in einer Woche verbrannt, 1000 Menschen im Einsatz, Pilot starb bei Absturz | 1 Toter | |
| Erdöltanklager in Hafenstadt Matanzas, Kuba                                                               | 5. Aug. 2022 – 11./12. Aug. 2022           | Gewitterblitz entzündete einen mit 26.000 m³ Öl halbvollen Tank, der am 6.8. einstürzte. Der 2. brennende Tank war voll (52.000 m³ Öl) und stürzte in der Nacht auf 8. 8. ein.                                                           | Am 7. 8. treffen Löschspezialisten aus Mexiko und Venezuela ein. | 4+ Tote, 1 Dutzend Vermisste | |
| Brand in koptischer Abu-Sifin-Kirche in Gizeh, Ägypten                                                    | 14. Aug. 2022                              | Unter den 5.000 Gottesdienstbesuchern kam es zu Massenpanik | Brand entwickelte sich nach Stromausfall rasch von der Klimaanlage her. | 41 Tote, 14 Verletzte | |
| Thuận An, Vietnam                                                                                         | 6. Sep. 2022                               | Gebäudebrand | Brand in einer Karaokebar. | 32 Tote, 3 Verletzte | |
| Dschabaliya, Palästinensische Autonomiegebiete                                                            | 17. Nov. 2022                              | Gebäudebrand | Brand im Flüchtlingslager Dschabaliya, vermutlich durch ein Gasleck ausgelöst. | 21 Tote | |
| Urumqi, Xinjiang, im NW von China                                                                         | 24. Nov. 2022 abends                       | Wohnhausbrand | Wegen scharfer verordneter Maßnahmen gegen die Ausbreitung von COVID-19 behinderten abgestellte Autos den Zuweg für Retter. Auf den Brand folgten Aufstände in den Straßen von 7 Städten Chinas und Zusammenstöße mit staatlichen Ordnungskräften. | 10 Tote | |
| Vaulx-en-Velin, Frankreich                                                                                | 16. Dez. 2022                              | Gebäudebrand | Brand in einem siebenstöckigen Wohngebäude | 10 Tote, 14 Verletzte | |
| Viña del Mar, Valparaíso, Chile                                                                           | 23. Dez. 2022 (?)                          | Wald- und Stadtbrand | 800 Feuerwehrkräfte, auch Militär, Teil der Stadt ist Katastrophengebiet. 1,25 km² Land verbrannt. | mind. 2 Tote, 30 Verletzte | |
| Kemerowo, Russland                                                                                        | 24. Dez. 2022                              | Gebäudebrand | Brand in einer illegalen Pflegeeinrichtung | 22 Tote, 6 Verletzte | |
| Poipet, Banteay Meanchey, Kambodscha                                                                      | 28. Dez. 2022 abends (Ortszeit UTC+7)      | Brand im 17-stöckigen Grand Diamond City Hotel und Casino | [ 146 ] [ 147 ] | mind. 25 Tote, überwiegend durch Rauchgas und Sprünge                                                                            | in Sonderzone an der Grenze zu Thailand; ausgelöst durch Kurzschluss, die Gebäude waren mit Beleuchtung für Weihnachten und Sylvester geschmückt |
| Gwacheon bei Seoul, Südkorea                                                                              | 29. Dez. 2022                              | Fahrzeugbrand nach Kollision auf Autobahn in Lärmschutztunnel | [ 148 ] | 5 Tote | |
| Michelhausen, Niederösterreich, Österreich                                                                | 13. Jan. 2023                              | Brand mehrerer Lagerhallen | In einer Lagerhalle in der Motoröl gelagert wird, kommt es zu einem Brand, der auch auf zwei weitere Lagerhallen übergreift. Insgesamt brennen drei Hallen mit einer Gesamtfläche von über 3000 m² | 0 | 37 Feuerwehren bekämpfen mit über 400 Feuerwehrleuten zwei Tage lang den Brand, bevor nach 25 Stunden Brandaus gegeben werden kann. die Nachlöscharbeiten dauern bis 6 Tage nach dem Ausbruch des Brandes an.                                                                                            |
| Nordostchina                                                                                              | 16. Jan. 2023                              | Chemiewerk | Brand in einem Chemiewerk | 34 | |
| Angarsk, Sibirien, Russland                                                                               | 21. Jan. 2023                              | Brand in Treibstofflager | [ 150 ] | 0 | 3 Eisenbahnwaggons mit Treibstoff und 1 Benzinlaster verbrennen. Während des Kriegs in der Ukraine. |
| İskenderun, Türkei                                                                                        | 7. Feb. 2023                               | Durch das Erdbeben stürzen im Hafen Stapel von ISO-Container um, das Containerlager brennt | [ 151 ] | 0 | Containerlager brennt |
| Schilfgürtel bei Winden am See, Neusiedlersee, A                                                          | 1. März 2023–2. März 2023                  | Eine Schilferntemaschine (Mähmaschine) beginnt wegen eines Defekts zu brennen und entzündet den Schilfbewuchs. Der Brand bewegt sich auf Jois zu. Mit 5 Hubschraubern kann binnen 24 Stunden gelöscht werden. 200 ha Schilf verbrannten. | [ 152 ] [ 153 ] | 0 | Schilffläche brennt |
| Jakarta, Indonesien                                                                                       | 3. März 2023, 20.00 UTC+7                  | Brand im Treibstofflager Plumpang des staatlichen Erdölkonzerns Pertamina nach Platzen eines Rohrs. Umgeben von Wohnvierteln. Im Nordteil der Millionenstadt.                                                                            | [ 154 ] | 17+ Tote, darunter Kinder | |
| Kochi, Indien                                                                                             | 6. März 2023                               | tagelanger Brand auf der Brahmapuram-Mülldeponie am Stadtrand, Helikopter im Löscheinsatz | [ 155 ] | | Atemluft in der Stadt verschmutzt |
| Yverdon-les-Bains, Schweiz                                                                                | 9. März 2023                               | Gebäudebrand | Hausbrand von Yverdon-les-Bains | 5 | Hausbrand nach Familienmord und Suizid |
| Mörbisch, Burgenland und Ungarn                                                                           | 14. März 2023 (?) – 15. März 2023          | Brand im Schilfgürtel | Neusiedler See | 0 | Entstand in der Nacht auf Mi. 15.3. bei Mörbisch, zieht dann nach Ungarn, 2,5 km² Schilf verbrannt. |
| Ciudad Juárez, Mexiko                                                                                     | 27. März 2023                              | Gebäudebrand | Einwohner einer Flüchtlingsunterkunft legten aus Protest gegen ihre Abschiebehaft Feuer. | 39 Tote, 29 Verletzte | |
| Mongolei und China                                                                                        | Apr. 2023                                  | Steppenbrand, mehrere Wochen, 22.000 km² | in der östlichen Mongolei, Provinz Sukhbaatar, dann Nachbarprovinz Dornod, Naturschutzgebiet Numrug | Herden von Gazellen in Panik in den Grenzzaun mit Stacheldraht gelaufen                                                          | Hunderte Mongolische Gazellen tot |
| Dubai, Vereinigte Arabische Emirate                                                                       | 15. Apr. 2023                              | Gebäudebrand | Feuer im vierten Geschoss eines fünfstöckigen Wohngebäudes. | 16 Tote, 9 Verletzte | |
| Peking, China                                                                                             | 18. Apr. 2023                              | Brand im Changfeng-Spital, 8-geschossiges Gebäude | Stadtbezirk Fengtai im Südwesten Peking | 29 Tote, Personal verletzt, 142 Evakuierte                                                                                       | Funkenflug bei Renovierung im Haus wird als Auslöser erwogen. 12 Verantwortliche wurden verhaftet, darunter die Krankenhausdirektorin und 2 Bauarbeiter. |
| Alberta, Kanada                                                                                           | 1. Mai 2023, ca.                           | Waldbrände | 5210 km² Land verbrannt | | Etwa am 1. Mai erste Brände. Etwa am 8. Mai 2023 Notstand ausgerufen. Mit Stand 14. Mai: 1500 Feuerwehrleute im Einsatz, noch 19.000 Menschen evakuiert, 89 Brände aktuell oder neu registriert, seit Beginn 2023 450+ Brände, 5210 km² Land verbrannt. Hitze und Trockenheit halten voraussichtlich an. |
| Peru | 6. Mai 2023                                | Brand in Goldmine unter Tage | in Ortschaft Yanaquihua, Distrikt Yanaquihua | 27 Bergleute tot | Kurzschluss entzündet ölgetränkten hölzernen Streckenausbau |
| Manila, Philippinen                                                                                       | 21. Mai 2023                               | Hauptpostamt der Hauptstadt | historisch wertvolles Gebäude aus 1926, wiederaufgebaut 1946, abgebrannt; museale Sammlung, etwa von Briefmarken zerstört | | |
| Guyana | 21. Mai 2023, abends                       | Schlafsaal von Schülerinternat brennt aus | Brandstiftung durch eine dort wohnende Schülerin, der das Handy gemäß genereller Regel „Kein Handy im Schlafsaal“ entzogen worden ist. Mit Insektenspray das Feuer in der Dusche entfacht. | 19 Schülerinnen, 11–17 Jahre alt                                                                                                 | |
| Kanada | Juli 2023                                  | Waldbrände in Kanada 2023 | | | |
| Griechenland                                                                                              | Juli 2023                                  | Waldbrände in Griechenland 2023 | | | |
| Machatschkala, Teilrepublik Dagestan, Russland                                                            | 14. Juli 2023, abends                      | Tankstelle nächst Autobahn mitsamt 2 Tanklastern brennt. | Ausgelöst wird der Brand wahrscheinlich durch eine Explosion in einer naheliegenden Kfz-Werkstätte gegen 21:40 Uhr Ortszeit (18:40 Uhr MESZ). | 35 Tote, 75 Verletzte | |
| Maui und Hawaii (Big Island), Hawaii, USA                                                                 | Aug. 2023                                  | Wald- und Buschbrände auf Hawaii 2023 | | 115 Tote, viele Vermisste (Stand 27. August 2023)                                                                                | Zerstörung der Stadt Lāhainā zu ca. 80 % |
| Johannesburg, Südafrika                                                                                   | 31. Aug. 2023                              | Gebäudebrand | Brand in fünfgeschossigem Gebäude, Eigentümer ist die Stadtverwaltung, etwa 200 Menschen bewohnten das Haus, und zwar informell, also ohne Mietvertrag | mind. 73 Tote und 51 Verletzte, darunter viele Obdachlose (Stand 31. August 2023), s. Brand in einem Wohngebäude in Johannesburg | |
| Hanoi, Vietnam                                                                                            | 12. Sep. 2023                              | Gebäudebrand | Gebäudebrand in Hanoi 2023 | 56 Tote, 37 Verletzte | |
| Seme-Podji (nahe Porto-Novo), Benin                                                                       | 24. Sep. 2023                              | Gebäudebrand | Brand in Geschäftshaus, vermutlich durch Treibstoff ausgelöst. | 35 Tote, mehr als ein Dutzend Verletzte                                                                                          | |
| Ortschaft Hamdanija, Distrikt al-Hamdaniya (östlich der Stadt Mossul), Gouvernement Ninawa (Ninive), Irak | 25. Sep. 2023 (oder 26. Sept.)             | Gebäudebrand während Hochzeitsfeier mit 1000 Gästen | Brand von Veranstaltungssaal. Im Raum gestartete Feuerwerkskörper entzünden Dekoration und leicht entzündliche Bauteile an der Decke. Brennendes fällt nach unten. | 140 Tote, 250 Verletzte | |
| Murcia, Spanien                                                                                           | 1. Okt. 2023                               | 3 Diskotheken ohne Betriebsbewilligung brannten, gegen 2 davon gab es seit Anfang 2022 eine behördliche Schließungsanordnung | [ 175 ] | 13 Tote | |
| Ortschaft Ibaa, Bundesstaat Rivers, Nigeria                                                               | 2. Okt. 2023                               | illegale Raffinerie im ölreichen Niger-Delta brannte | [ 176 ] | 18 Tote, mind. 25 Verletzte | |
| Langarud, Verwaltungsbezirk Langrud, Iran                                                                 | 3. Nov. 2023                               | Gebäudebrand | Brand in einem Therapiezentrum für Drogenerkrankte. | 32 Tote, 16 Verletzte | Der Brand wurde vermutlich durch eine Heizung ausgelöst. Der Manager der Einrichtung wurde festgenommen. |
| Lüliang, Volksrepublik China                                                                              | 16. Nov. 2023                              | Gebäudebrand | Brand eines vierstöckigen Bürogebäudes | 26 Tote, 63 Verletzte | |
| Anyang, China                                                                                             | 22. Nov. 2023                              | Lagerhalle | Lagerhalle für Chemikalien | 38 | |
| Rom, Italien                                                                                              | 8. Dez. 2023                               | Krankenhaus | Brand in einem Krankenhaus | 4 | |
| Morowali, Indonesien                                                                                      | 24. Dez. 2023                              | Gebäudebrand | Brand in einer nickelverarbeitenden Fabrik | 18 Tote, 41 Verletzte | |
| Valencia, Spanien                                                                                         | 22. Feb. 2024                              | Gebäudebrand Wohnhochhaus | Brand beginnt im 4. Stock, beide Flügel, 12- bzw. 14-stöckig, brennen aus. | 10 Tote, 15 Verletzte | Genährt von PU-Schaum als Dämmung hinter Alublech der Fassade. Gefördert durch Wind. |
| Nanjing, China                                                                                            | 23. Feb. 2024                              | Gebäudebrand Wohnhochhaus | Lithiumakkus geraten beim Aufladen eines E-Rollers in Brand | 15 Tote, 44 Verletzte | Mehr als 30 Stockwerke, 500 Evakuierte |
| Texas Panhandle, USA                                                                                      | 26. Feb. 2024 und folgende                 | Flächenbrand | Smokehouse Creek Fire | 2 Tote | zweitgrößter Flächenbrand in der Geschichte der USA, bis 1. März ca. 4400 km Grasland und hunderte Gebäude verbrannt |
| Dhaka, Bangladesch                                                                                        | 29. Feb. 2024                              | Gebäudebrand | Brand in einem siebenstöckigen Einkaufszentrum | 46 Tote, dutzende Verletzte | |
| Bedburg-Hau, Deutschland                                                                                  | 4. März 2024                               | Gebäudebrand | Brand in einem Seniorenheim | 4 Tote, 21 Verletzte | |
| Twer, Russland                                                                                            | 14. März 2024                              | Gebäudebrand | Brand der Baustelle eines Hochhauses | | |
| Hwaseong, südlich Seoul, Südkorea                                                                         | 24. März 2024, vormittags (UTC+9)          | Brand in Batteriefabrik von Aricell | In einem mehrstöckigen Gebäude, in dem Lithium-Batterien hergestellt werden, kam es zu einem Großbrand mit wiederholten Explosionen. Arbeiter waren zeitweise vom Feuer eingeschlossen. Das Löschen dauerte mehrere Stunden. | mind. 20 Tote, überwiegend ausländische Arbeiter, 18 davon aus China                                                             | |
| Melbourne, Australien                                                                                     | 10. Juli 2024, (UTC+10)                    | Brand in Chemiefabrik | Metallfässer mit Chemikalien explodierten. | ? | Wegen der Menge an Chemikalien wird mit langer Löschzeit gerechnet. Rauch treibt in Richtung Siedlungsgebiet. |
| Posen, Polen                                                                                              | 24. Aug. 2024 (nachts, 24./25.), (UTC+2)   | Mehrstöckiges Wohnhaus | Batterien im Keller waren explodiert. 100 Menschen, teilweise in angebauten Nachbarhäusern evakuiert. | 2 tote Feuerwehrleute | |
| Südamerika                                                                                                | 30. Sep. 2024 (2024 bis Sept.)             | 346.112 Vegetationsbrände, 50.000 davon im Amazonas-Gebiet | Dürre. Brände via Satellitenfotografie registriert, laut brasilianische Raumfahrtbehörde INPE. | | Viele Brände wohl zur Rodung gelegt, um Ackerland zu gewinnen. |
| Los Angeles, Kalifornien USA                                                                              | 8. Jan. 2025 (oder früher)                 | Mehrere Vegetationsbrände auf Siedlungen greifend | | mind. 25 Tote (27 Tote?) | Palisades Fire, Eaton Fire, ..., Monatelang kein Niederschlag > Trockenheit, 82.000 Evakuierte |
| Belgrad, Serbien                                                                                          | 20. Jan. 2025, 03.30 UTC+1                 | Altersheim am Stadtrand | | mind. 8 Tote, 7 Verletzte | 13 Personen unverletzt gerettet |
| Skigebiet Kartalkaya, Provinz Bolu, Türkei                                                                | 20. Jan. 2025, Nacht auf Di., 21.1.        | Skihotel Grand Kartal Hotel | | mind. 79 Tote, 51 Verletzte | 12-geschoßiger Bau, oben mit Holzfassade, an einer Geländekante mit Steilabfall, 238 Übernachtungsgäste, starker Wind, 2 Tote durch Sprung ins Freie, Zentrales 5-Sterne-Hotel im 1974–1978 entwickelten Skigebiet – dem größten der Türkei – in den Köroğlu-Bergen                                      |
| Kocani, Nordmazedonien                                                                                    | 15. März 2025 15. März auf 16. März 2025   | Brand in der Diskothek „Pulse“ mit Liveband DNK | | ca. 50 Todesopfer und 100 Verletzte.                                                                                             | |
| Al-Kut, Provinz Al-Wasit, Irak                                                                            | 16. Juli 2025 16. Juli 2025, abends/nachts | Brand in einem mehrstöckigen Einkaufszentrum, 1 Woche nach Eröffnung | | Mind. 69 Todesopfer, 11 Vermisste, Dutzende Verletzte                                                                            | Viele, auch Kinder erstickt. 45 gerettet. |
| Ort | Datum                                      | Kategorie | Ereignis | (Todes-)Opfer | Ausmaß |